# 自動販売機

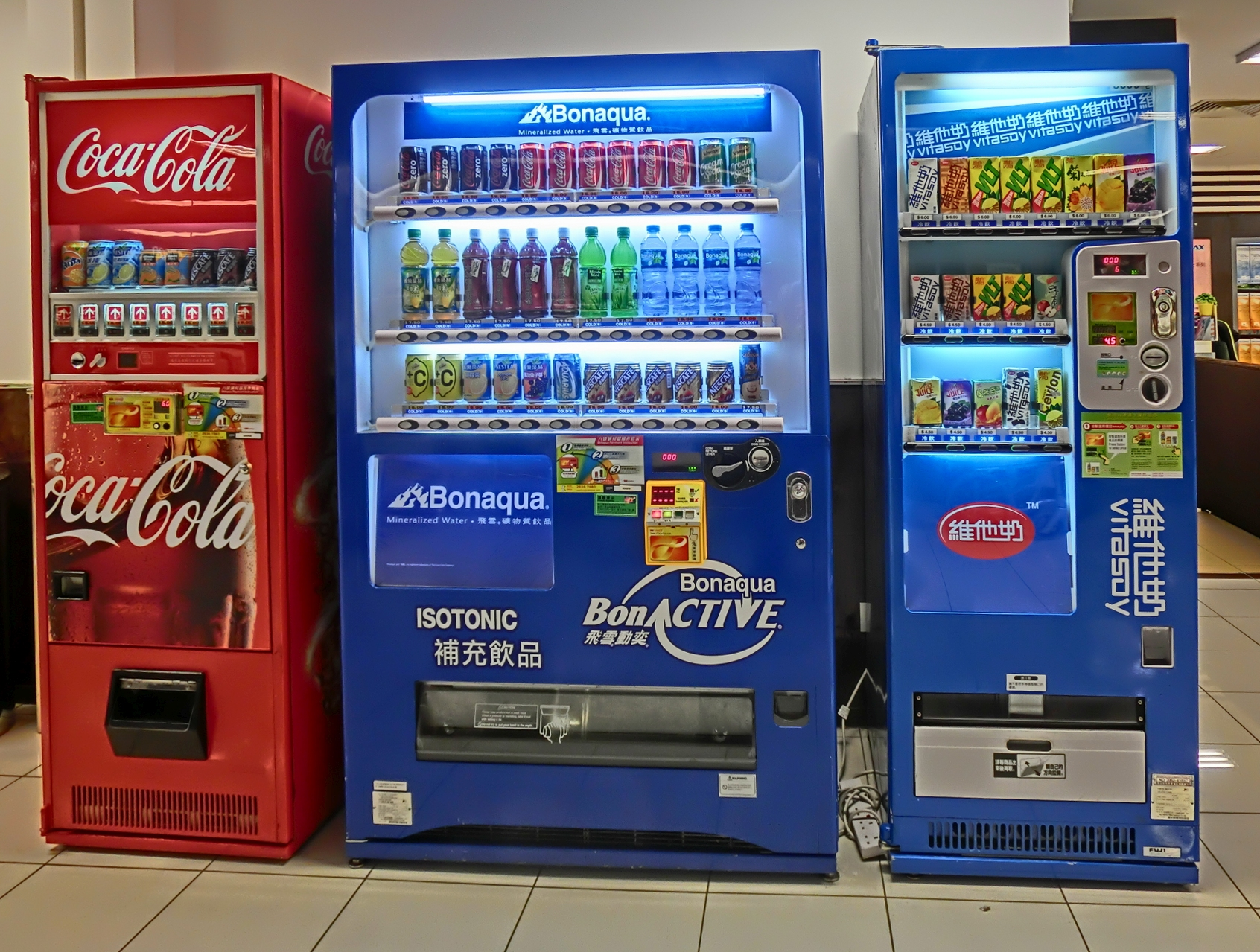
清涼飲料水の自動販売機

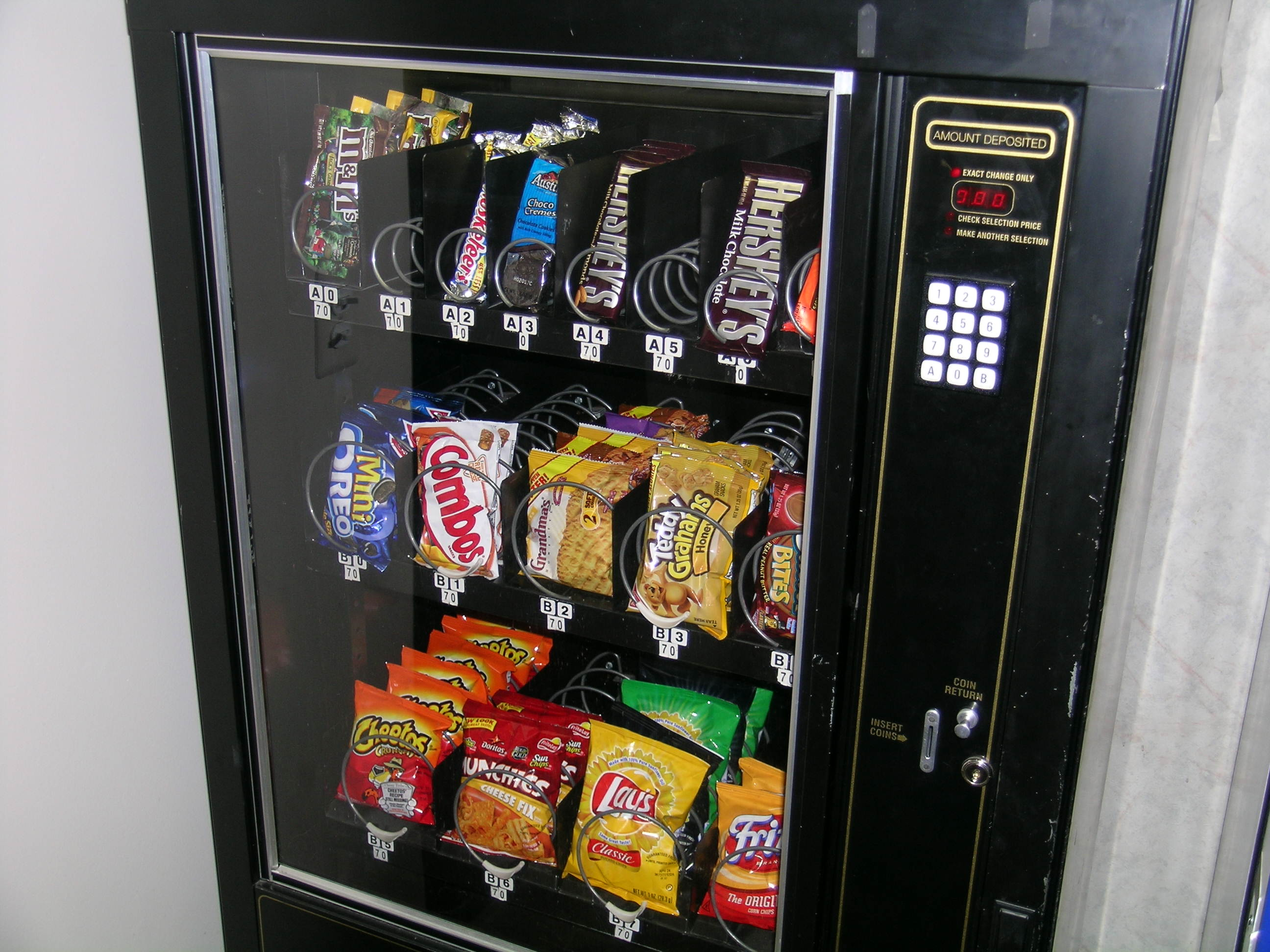
スナック菓子の自動販売機

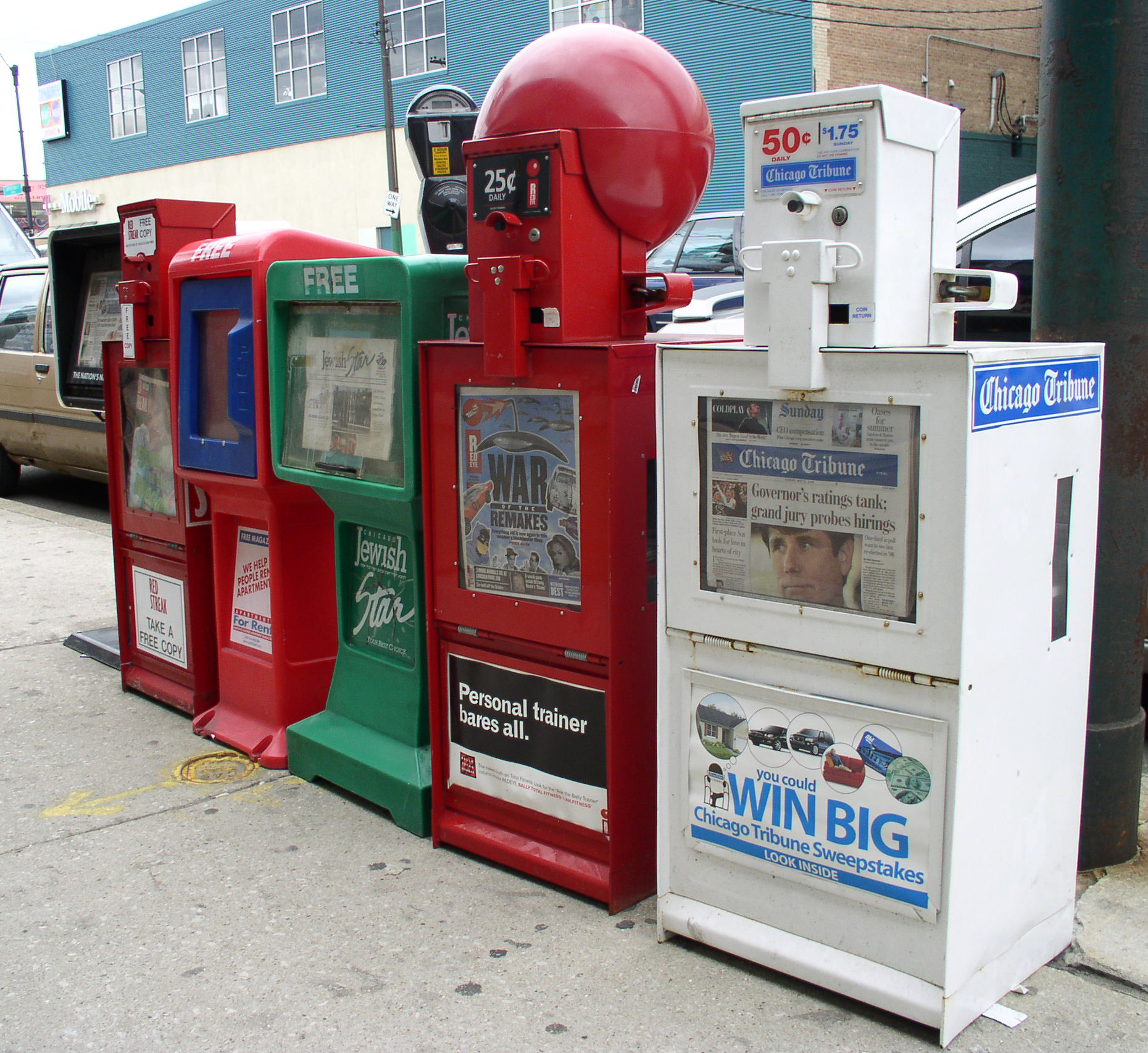
新聞自動販売機（米国・シカゴ）

自動販売機（じどうはんばいき、英: vending machine）とは、不特定多数の人間が通貨（貨幣）もしくはそれに代替するカードなどを投入して対価を払うことで自動で商品（物品）の購入やサービスの提供を受けることができるようにした機器。自販機（じはんき）とも略される。乗車券や食券などの券を販売する機械については「自動券売機」とも言う。

## 概説
代金を投入し、機械を操作すれば、商品を受け取り、釣りを用意する機構が伴う機械では釣り銭を受け取ることができる。
商品の販売者の側から見れば、自動で販売を行ってくれる機械である。人手不足や人件費高騰の対応策として効果があり、休日や夜間も営業できる利点がある。
世界最古の自動販売機は、アレクサンドリアのヘロンの著書に記述されている古代エジプトの聖水販売機だったとされる。近代の、硬貨で煙草が買える自動販売機としては1615年のイギリスのものが現存している。日本では、1890年に、小野秀三、俵谷高七それぞれが自動販売機の特許を得た（詳細は節「歴史」を参照）。
自動販売機の操作機構としては、硬貨の重量や購入者自身の操作による機構で作動する手動式のものも存在するが、現代の自動販売機は多くは電気式である。その内部的な機構は一般的に、「金銭装置」「指示装置」「貯蔵・加工装置」「販売装置」から構成されている（詳細は節「構成と構造」を参照）。
現金決済のほか電子マネーなどのキャッシュレス決済が可能な機種もあり、現金の場合には金銭の投入後に商品を選択し、電子マネー等のキャッシュレス決済の場合は商品選択後にICカード等により決済を行う。購入時にポイントを加算する機能を持つものもある。また最近では、災害時に飲料を無償で提供する機能や、自動体外式除細動器（AED）の収納、無線LANのアクセスポイント機能など、特殊な機能を追加したものもある（詳細は節「多機能化」を参照）。
自動販売機は、消費電力の大きさ、光害問題、未成年の喫煙や飲酒への影響、窃盗問題などさまざまな問題に直面してきたが、問題に対処すべく対策が打たれてきた。現在もキャッシュレス決済に対応した機種の開発や導入が行われている（詳細は節「問題点と対策」を参照）。

## 歴史

### 最初の自動販売機
世界初の自動販売機は、古代エジプトの寺院に設置された聖水を販売するための装置である。この装置は完全自動で5ドラクマ硬貨を投入すると、硬貨の重みで栓が開き、蛇口から水が出る構造であった。この記述図解はアレクサンドリアのヘロン著『気体装置（Pneumatika）』にある（原本は失われているが、1587年の写本がフィレンツェ国立中央図書館に所蔵されている）。しかし、ヘロン自身の発明なのか彼の師の発明を記述したものかは分かっておらず、この装置の発明者は不明である。また、どのくらい広く用いられていた装置なのかもよくわかっていない。

### イギリス

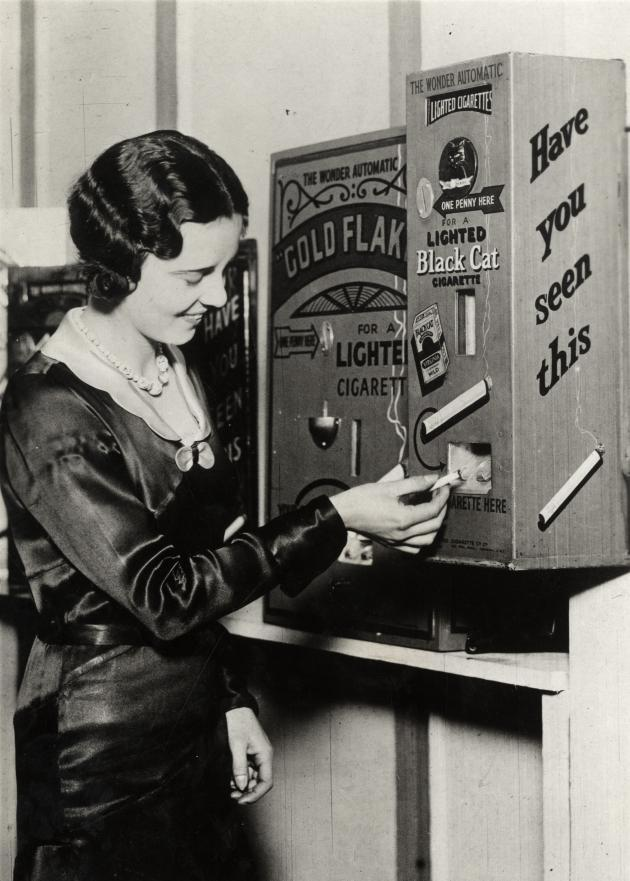
イギリスのたばこ販売機（1931年）

現存している最古の自動販売機は、1615年のイギリスの煙草自販機で、居酒屋や宿屋に設置されていたものである。箱の上部の硬貨投入口から半ペンスコインを投入すると蓋が開いて商品を取り出すことができる仕掛けであるが、蓋が開いたあとは手動で閉じる必要があり、宿の主人や使用人が蓋を閉めていたため実用的なものではなかった。
イギリスでは1857年にデンハムの郵便切手自販機に対して、初めて特許が付与された。

### アメリカ
アメリカ合衆国では1884年にフルーエンの自動引出装置に対して特許が与えられた。
1888年にはトーマス・アダムスが自社製のガムを販売するための機械を開発して駅に設置した。また、販売を促進するゲーム性を自動販売機に追加するアイデアは、1897年にPulver Manufacturing Companyによって小さなフィギュアのおまけつきのものが設置された。このアイデアは売買活性機（trade stimulator）として知られる新しい仕組みとして広まっていき、スロットマシーンやピンボールの誕生につながることになる。
1925年にはウィリアム・ロウによって異なる価格の多品種の商品を販売できる煙草自動販売機が開発され、一般にはこれによって近代自販機の歴史が始まったとされている。

### 日本

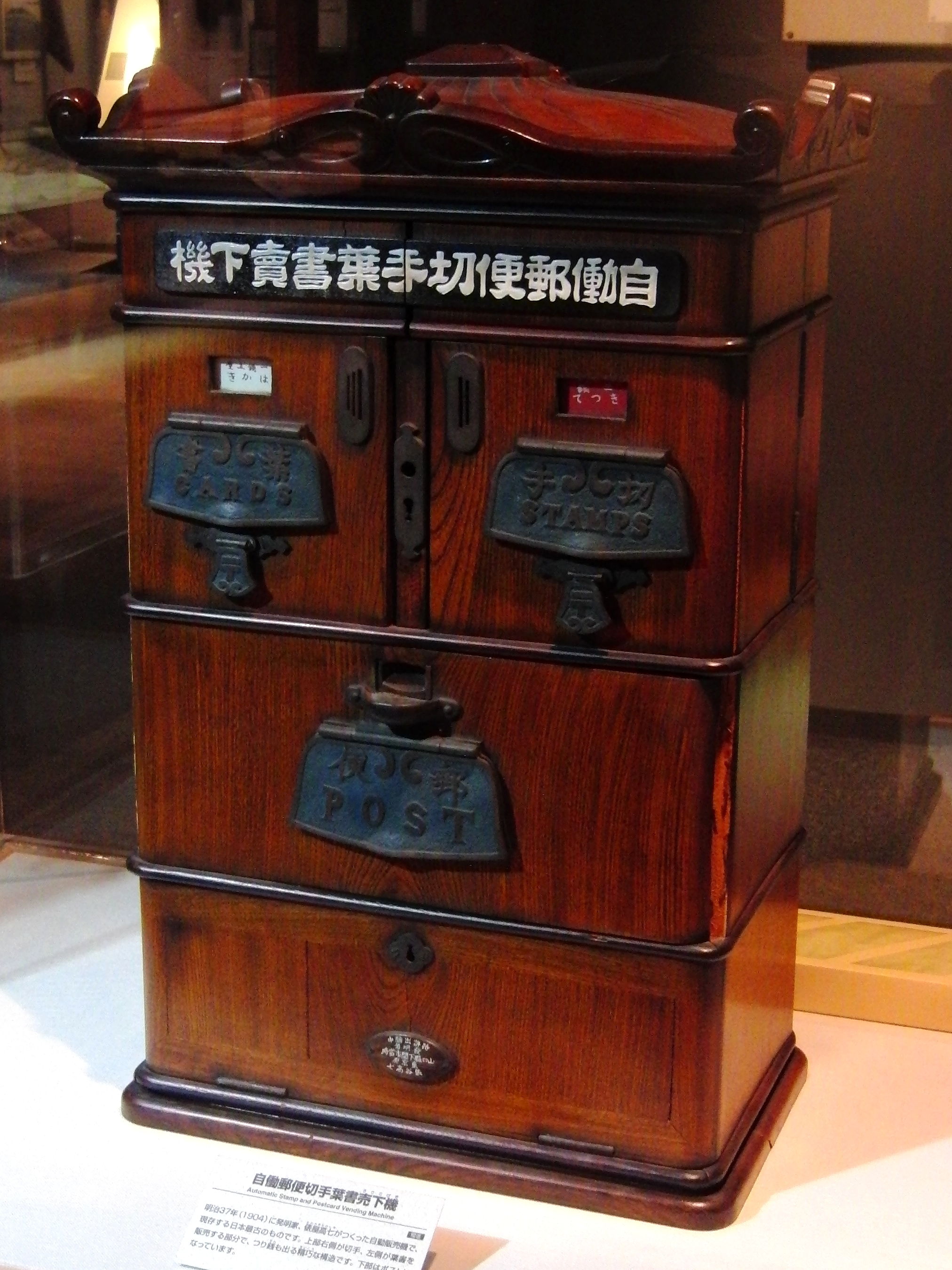
現存する日本最古の自動販売機「自働郵便切手葉書売下機」（展示はレプリカ）。1904年（明治37年）に発明家の俵谷高七が作成した。逓信総合博物館の展示。

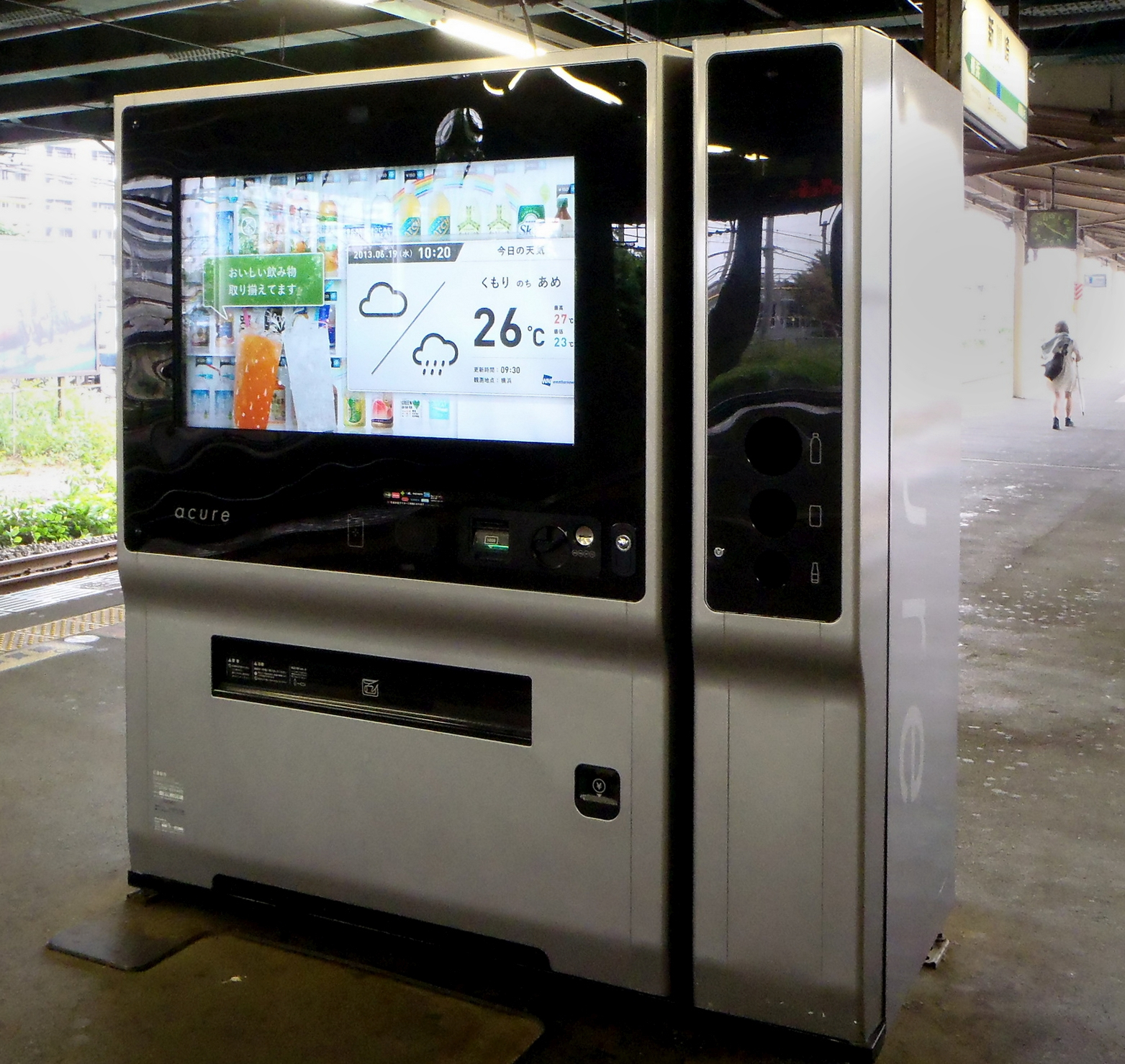
デジタルサイネージ自動販売機 JX34（富士電機）
ボタン操作を排し、47インチ液晶ディスプレイについたタッチパネルで操作する。
前面にカメラを内蔵しており、客の接近や自動認識した客の属性判断から、おすすめの商品を動的に変化させる機能を持つ。

日本では、物品の販売機ではないが、1876年（明治9年）に上野恩賜公園内にあった新聞縦覧所に自動体重測定器が設置された記録があるものの、製造者や設置期間などは不明である。
物品販売の自動販売機としては、1890年（明治23年）、小野秀三による自動販売機の特許（1888年3月出願、特許第848号）と俵谷高七による自動販売機の特許（1888年12月出願、特許第964号）の2件の特許がなされた。このうち俵谷高七は、郵便局からの依頼を受けて器具類を製作していた長州藩（現・山口県）の下関の指物師で、1890年の第3回内国勧業博覧会への出品を果たした。俵谷の自動販売機にはすでにスラグリジェクター（偽貨排除）やコインリターン（売切時の硬貨返却）の機能が搭載されており、当時の欧米の機器にも見られない先駆的なものであった。俵谷が1904年（明治37年）に発明した「自働郵便切手葉書売下機」は、現存する日本最古の自動販売機とされ、逓信総合博物館に所蔵されており、また前述の煙草自動販売機が博覧会に出品されたことから、日本最初の自動販売機発明者としては俵谷の名前が広く知られている。
明治時代にはさまざまな自動販売機が製作されたが、単発的・実験的なものがほとんどで、一般に定着するレベルのものではなかった。
1924年（大正13年）には中山小一郎が、袋入菓子の自販機を製作し、これが日本初の普及型の自動販売機とされている。
1926年（大正15年）4月25日、東京駅と上野駅で入場券の自動券売機（10銭）が稼働し始めた。
1951年の朝日新聞では、アメリカ特派員の記事として、ニューヨークタイムズ社のオフィスに存在したカップ式の清涼飲料水自動販売機が取り上げられている。25セント銀貨を入れると5セント銅貨が4枚お釣りとして出てくること、カップが自動的にセットされて清涼飲料水が定量出てくることが味気ないとして報じられており、同時期に日本にはこの種の販売機が存在しなかった、もしくは一般的ではなかったことがうかがえる。
昭和30年代前半になると、自動販売機は物珍しい機械から本格的な実用化の時代へ移行した。1957年（昭和32年）には丸ビルにタバコの自動販売機が設置され全国に普及した。
自動販売機は昭和40年代に急速に普及した。その要因として、1967年（昭和42年）に100円・50円新硬貨（白銅貨）が発行されたことが挙げられている。
特に1967年に、国鉄が合理化の一環として、都市部で近距離乗車券発行用自動券売機の全面的な導入に踏み切ったことが、大きな影響を与えたといわれている。
日本全国の自動販売機設置台数は、20世紀中は増加の一途をたどり、2000年（平成12年）には560万台とピークを迎えた。21世紀に入ってから減少傾向に転じ、2007年（平成19年）末には日本自動販売機工業会の調査によれば540万5,300台でうち48.8%が飲料販売用、2008年（平成20年）12月末には526万台とその傾向が続いている。自販機による売上も、2000年の7兆円から2008年（平成20年）には5兆7,000億円へと減少した。日本での購買者の比率は男性9:女性1とされる。日本国内で自動販売機の工業製品出荷金額がもっとも高いのは三重県である。自動販売機の生産台数がもっとも多いのは四日市市で、年間で約12万台が生産されている。
駅ではキヨスクなどが閉店したあとに利用客の不便を減らすため、または人件費カットを目的にキヨスクを自動販売機に置換していることも多い。また近年ではSuicaなどの交通系電子マネー支払い専用とした自動販売機も登場した。これは貨幣を扱う可動部を省くことで、機械の維持コスト低下に貢献している。
2010年代に入ると缶飲料の自動販売機などで、「硬貨を投入しやすい」、「選択ボタンを押しやすい」、「商品を取り出しやすい」ことなどに主眼をおいたユニバーサルデザインを意識した機器が開発され始めた。

## 分類・種類
自動販売機は大別すると物品自動販売機と自動サービス機に分けられる。
国際的なHSコードでは、自動販売機はほとんどが物品の自動販売機（847619）に分類され、飲料の自動販売機、その他の自動販売機、部分品に分類される（以下は加熱機能または冷蔵機能を自蔵するか否かのみの分類となっている）。
日本標準商品分類では非常に細かく分類されており、自動販売機及び自動サービス機（58）のうち自動販売機（581）に分類される。自動販売機は物品等自動販売機（5811）とサービス情報自動販売機（5812）に大別され、さらに以下に細かい分類が設けられている。

### 物品等自動販売機
一般には、冷やしたり温めたりしたさまざまな容器（缶・瓶・ペットボトル・紙パッケージ・カップ）入り飲料、カップめん、菓子パン・菓子類、煙草、雑誌・新聞など保存の簡単なものが多い。また特殊なところでは、その都度豆から挽いて抽出するコーヒー自販機、果実をその場で搾ったジュースを提供する生搾りオレンジジュース自販機、冷凍食品（焼きおにぎり、焼きそばなど）を内蔵電子レンジなどで温めて提供する自販機もある。麺類では、ゆでられた麺を湯がいてからスープを入れて提供するタイプが1970年代からあり（めん類自動調理販売機、うどん自販機など）、レトロ自販機として懐かしさから注目を集めている。カップ麺の場合は、湯で戻して提供され、箸がついてくるものもある。
交通機関の乗車券や特急券、遊園地やテーマパークなどの入場券、各種プリペイドカードなど、券の形をした商品を販売するものは特に自動券売機ともいう。
近年では、ガソリンなどの油脂類を顧客自らが給油機で注文を行い、給油までの操作をすべて自分自身で行う「セルフ式」といわれる方式を採用するガソリンスタンドが多くなった。これも、給油機そのものが一種の自動販売機といえる。ただし、日本などではガソリン車に軽油を給油するといった誤給油を防ぐために、注文後に別室にいる従業員が目視を行い給油の許可を給油機に与えないと給油を行うことはできない。したがって、一連の給油操作がすべて自動販売化されているわけではない。

手動式の自動販売機で取り扱われる商品はチューインガムやチョコレートなどの駄菓子や新聞などが多い。カプセルトイを販売するガチャガチャ自販機、カプセル自販機と呼ばれるものも古くからある。

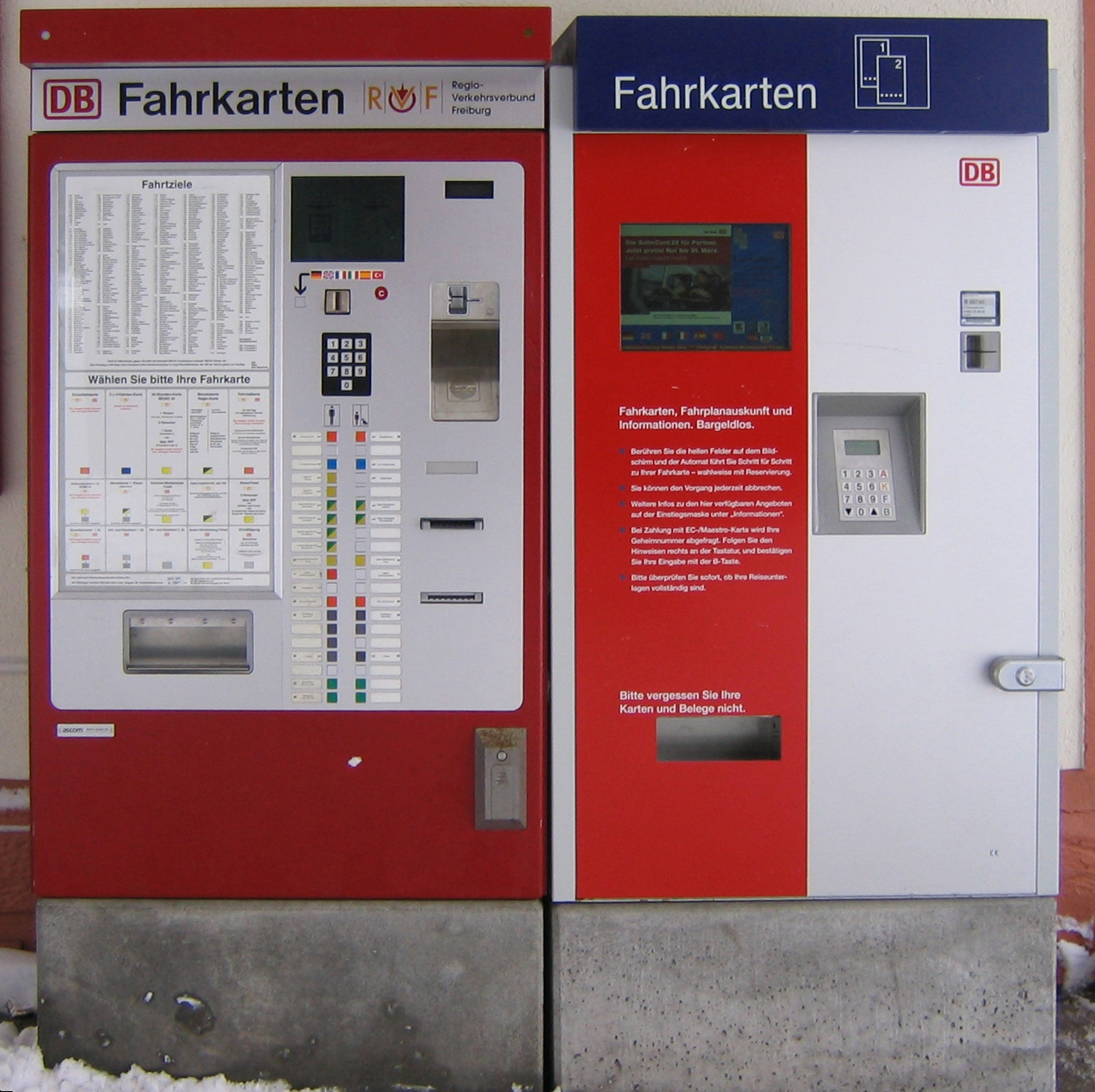
多言語対応の券売機（ドイツ鉄道）
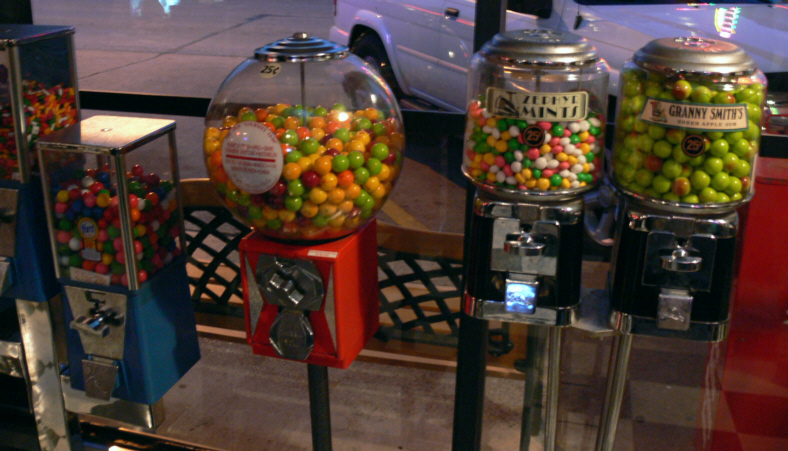
ガムの販売機
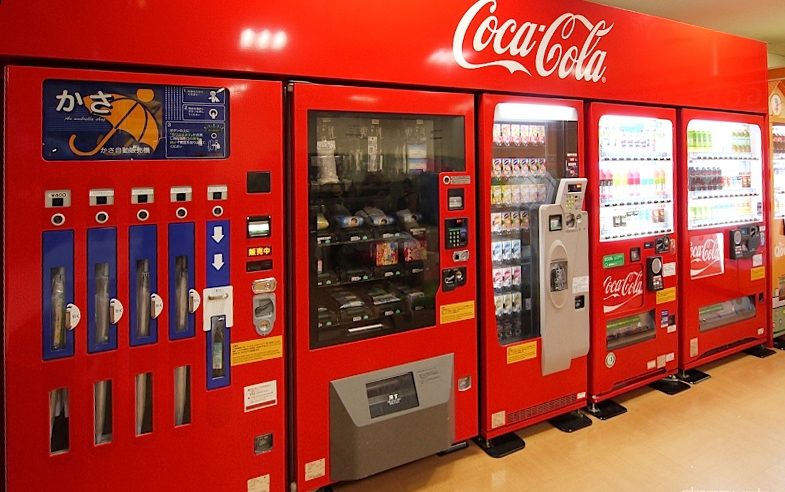
外観に統一感を持たせた販売機

新聞の販売機（上記画像参照）は、硬貨を金額分投入するとケースの鍵が開き、手動でケースを開けて、中に積んである新聞の束から一部をつかんで取り出す方式である。新聞の一面を陳列するために、一部だけはケースの透明な窓を内側から覆う形で置いてあり、最後の購入者はその新聞を取り出す。以降はケース内が空であることがわかるようになる。一度に複数部を取り出す不正行為を防ぐための機構はない。電気を要さないこともあり管理コストがほとんどかからず、また販売機も商品原価も安価であることから窃盗被害の影響もあまり受けず、市街地の路上に多数設置されて新聞の主要な販路の一つとなっている。

### サービス情報自動販売機

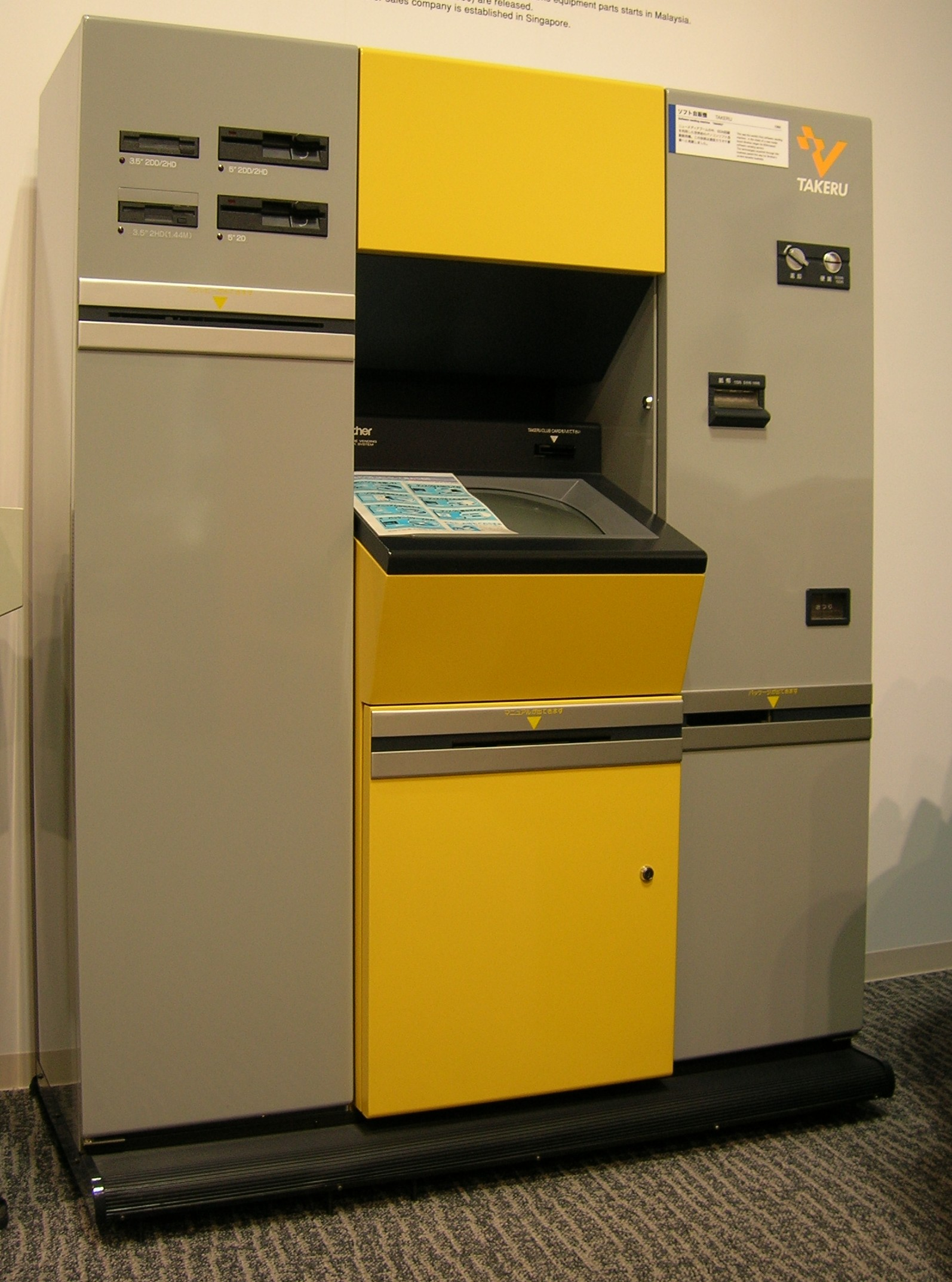
ソフトベンダーTAKERU（3代目の機種）

日本標準商品分類では自動販売機（581）は物品等自動販売機（5811）とサービス情報自動販売機（5812）という分類を用いており、サービス情報自動販売機は自動販売機の一種とされている。日本標準商品分類では就職情報自動販売機やパソコンソフト自動販売機が例示されている。なお、国際的なHSコードではこのような細かい分類を設けていない。
- 就職情報自動販売機
- パソコンソフト自動販売機 - かつて「ソフトベンダーTAKERU」（旧名「武尊」）があった。ダウンロードしたり内蔵光ディスクメディアから読み出したりしたソフトウェアを、ブランクディスクメディアやロムカセットに書き込んで販売した。

### 自動サービス機
自動販売機のような有形の物を提供する代わりに無形のサービスを提供する機械を特に自動サービス機と呼ぶ。国際的なHSコードでは「物品の自動販売機（たとえば、郵便切手用、たばこ用、食料品用又は飲料品用のもの。両替機を含む）」（8476）というカテゴリになっており両替機などと区別していないが、日本標準商品分類では自動販売機（581）と自動サービス機（582）は別の機器としている。
日本標準商品分類による自動サービス機の分類（数字は商品コード）
- 5821 自動両替機
- 5822 玉・メダル貸機（パチンコ・パチスロの玉・メダル貸出）
- 5823 自動貸出機
- 5824 自動改札機
- 5825 自動入場機
- 5826 自動写真撮影機 - 証明写真、写真シール（プリント倶楽部など）
- 5827 コインロッカー
- 5828 コインランドリー
- 5829 その他の自動サービス機（コインシャワー、コイン洗車機など）

### ロッカー型自販機
ロッカー型自販機と呼ばれるタイプのものも登場し、多様な商品の販売ニーズに対応している。

## 日本における、細かい分類と取扱品目
基本的には、1990年（平成2年）6月改訂の日本標準商品分類（一部追記）に沿って記載する。物品の場合、食品系（食品・飲料）と非食品系に分かれる。
コンビニエンスストアや24時間営業のスーパーマーケットの出店増加などにより、一昔前と比較すると販売する品目は減少してきている。現在、日本の自販機でよく見られるのは券売機や需要の多い飲み物・アイス、対面では買いにくいコンドームである。
- 食品系
  - 飲料
    - 缶・ビン・ペットボトル・紙パック容器入り飲料（ソフトドリンク・酒類[注 2]・牛乳類）
    - その都度入れる紙コップ入り飲料 - 上水道に直結していることから、保健所の営業許可（喫茶店営業）が必要となる。
    - 水 - スーパーマーケットなどに設置されている。こちらも喫茶店営業の許可が必要。水・入れ物ともに購入が必要なタイプ、水代のみ必要なタイプ[29]、入れ物代のみ必要なタイプ[30]がある。

  - 食品
    - 自動調理をするもの。容器に麺や具材を入れて冷蔵保存されたものを湯通ししたあと、回転もしくは傾けて湯を排出し、新たに出汁・スープが入り、完成された状態で出てくるタイプと、容器に麺や具材・調味料を入れ冷凍保存されたまま出てきて湯を入れたり、電子レンジで加熱するなどして完成させるタイプがある[注 3]。
      - そば
      - うどん
      - ラーメン

    - 電子レンジやトースターで調理するもの
      - 冷凍食品
        - ホットドッグ
        - おにぎり（焼きおにぎりなど）
        - 寿司
        - たこ焼き
        - 焼きそば
        - から揚げ
        - フライドポテト
        - ピザ
        - ハンバーガー

      - トースト、ホットサンド - アルミ箔に包まれていて、電熱器で加熱調理をする。
      - ポップコーン - ポップコーン豆を自販機内蔵の電子レンジで加熱調理し、紙コップもしくは紙パックに入れて販売する。

    - 弁当 - 調製したものを自販機内で保温する。
      - から揚げ弁当
      - 焼肉弁当
      - ひれかつ弁当

    - 缶入り食品
      - おでん缶
      - らーめん缶・うどん缶・パスタ缶など
      - ナッツ（おつまみ類）

    - 菓子（チューインガム・チョコレート・スナック菓子）
    - 鶏卵
    - 米
    - パン
    - かき氷（現在は消滅）
    - 納豆
    - アイスクリーム類
    - 綿菓子
    - カレーライス
    - カップめん（ラーメン・うどんなど、給湯器つき。箸が入っている専用のボックスが備えられているものもある）
    - 味噌汁 - お湯を追加で入れる。
    - 野菜・果物類（キャベツ・タマネギ・人参・リンゴ・バナナなど）
    - 魚介類[31]
    - 肉類[32]

  - 氷 - 酒屋に設置されることが多い。また釣具屋にも、釣り場まで活餌の鮮度を保つために設置されている。
  - ドライアイス - スーパーマーケットに設置されることが多い。購入した冷凍食品やアイスの温度保持に使われる。

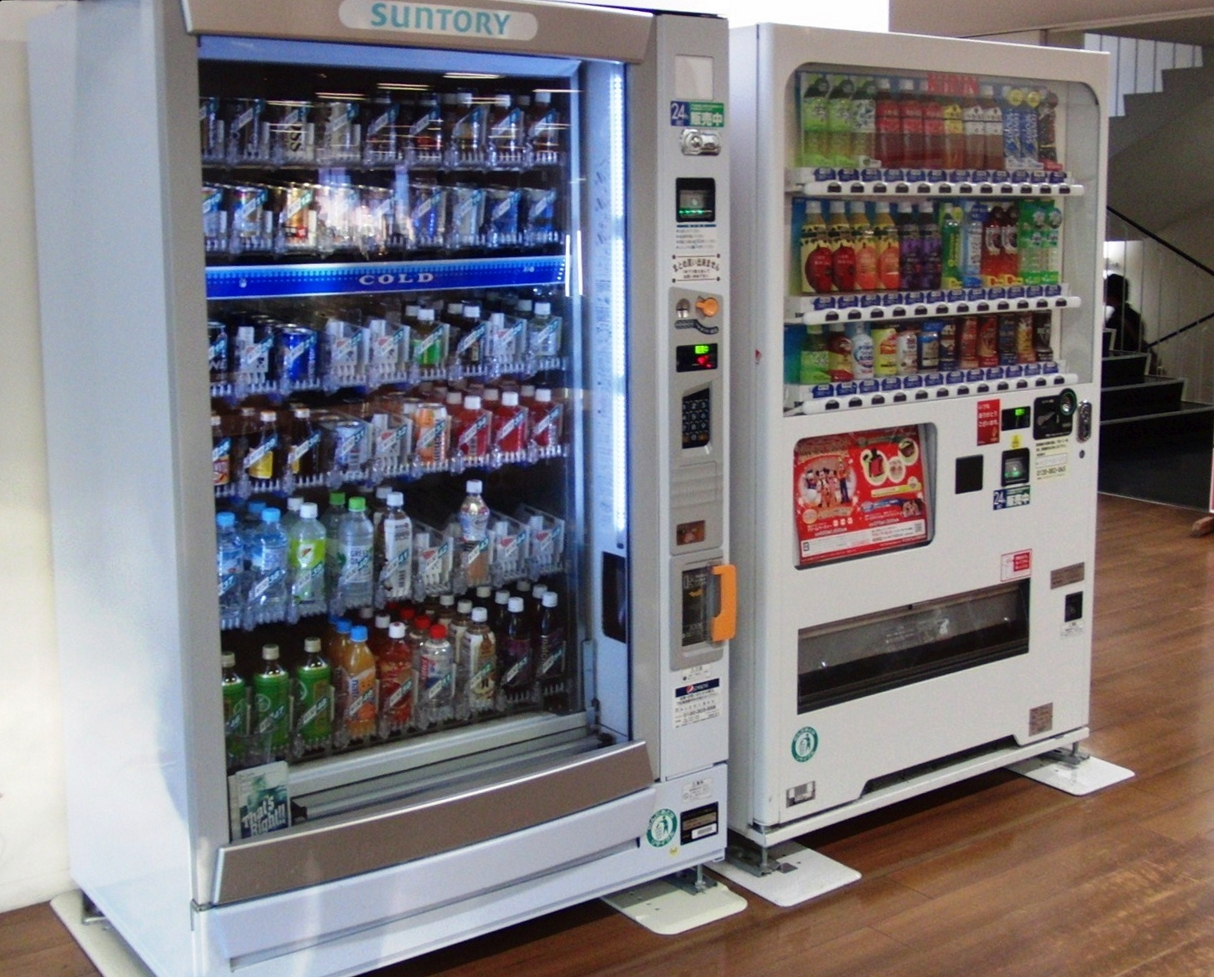
飲料の自販機（関西大学）
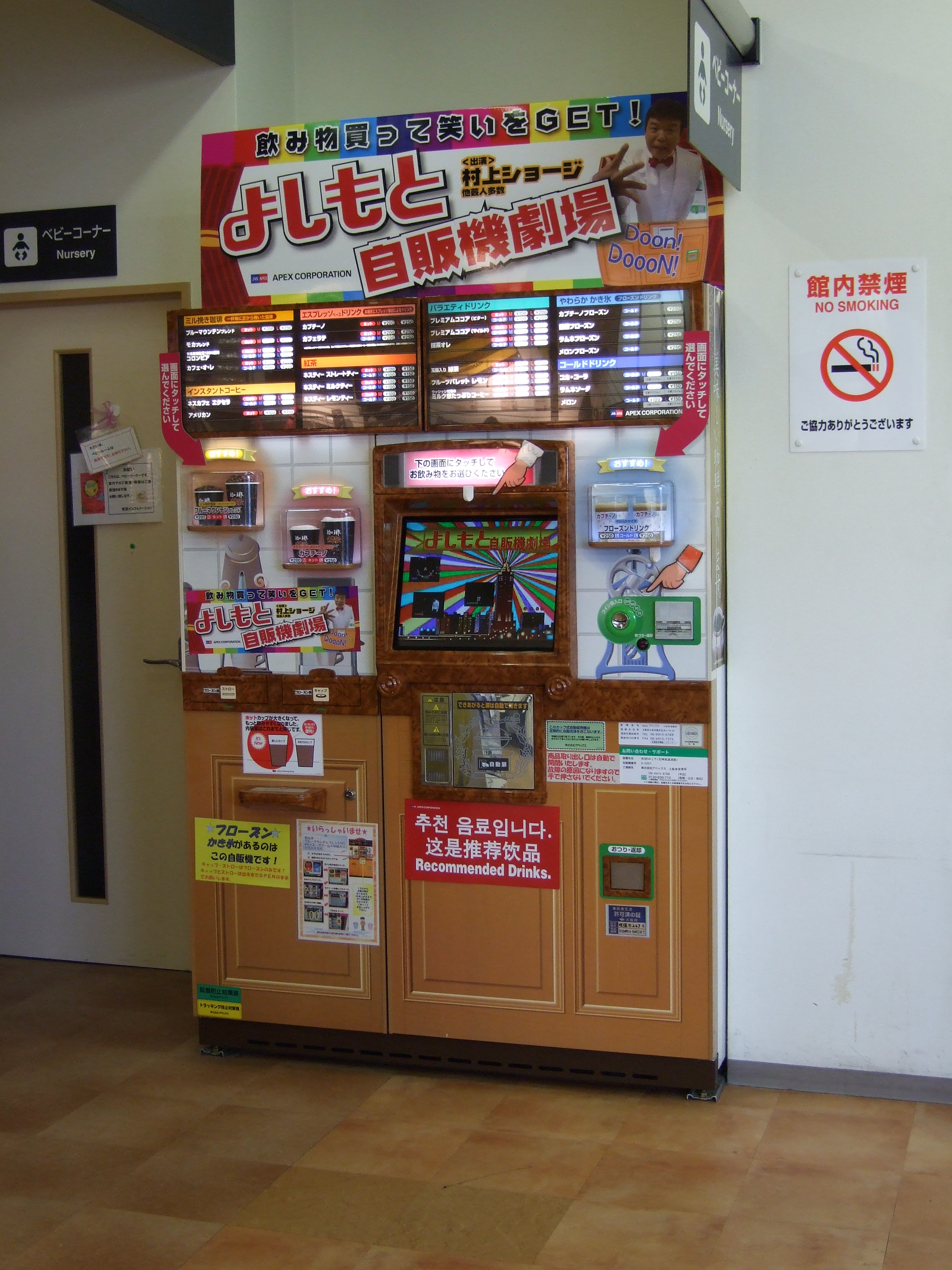
紙コップ入り飲料の自販機
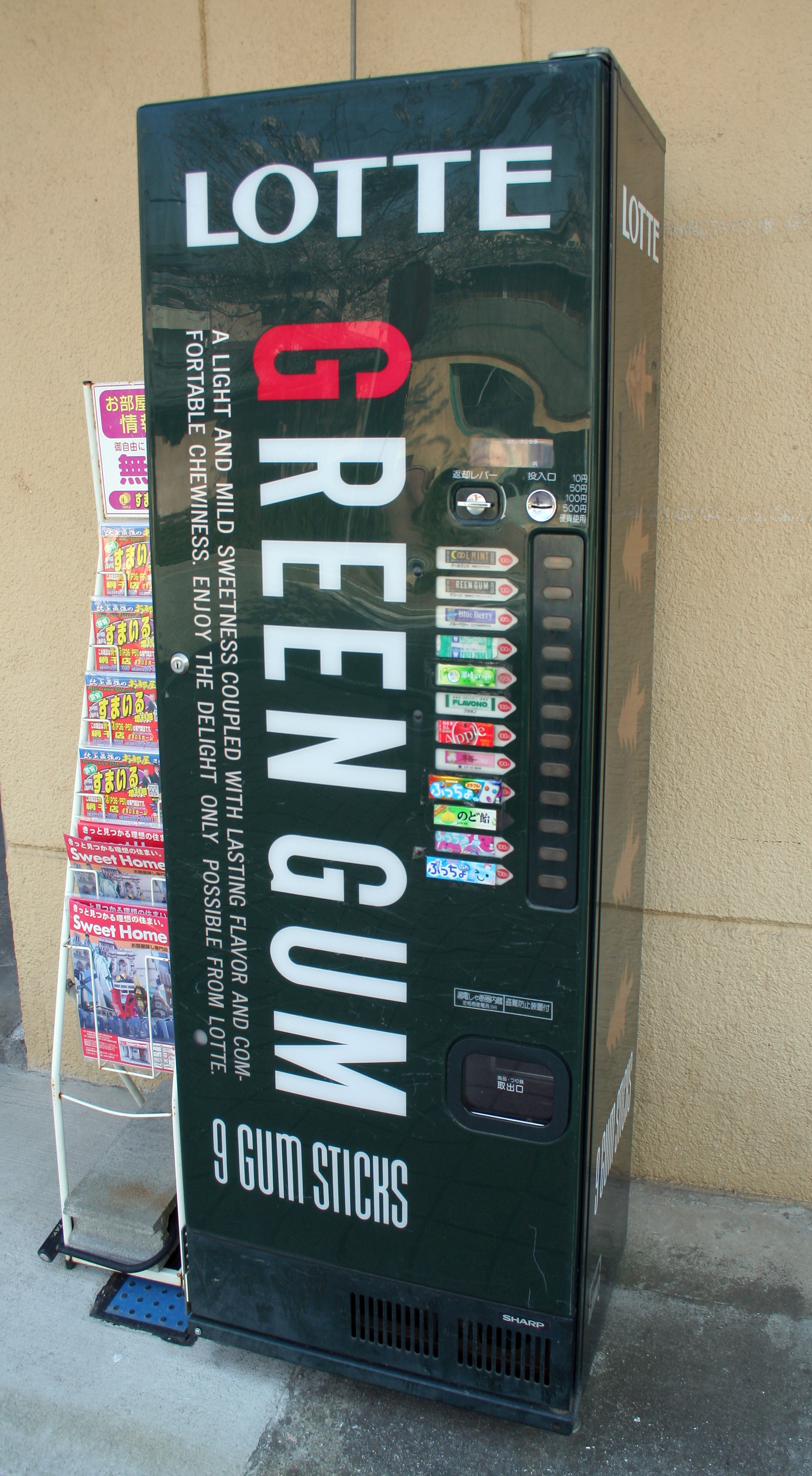
チューインガムの自販機
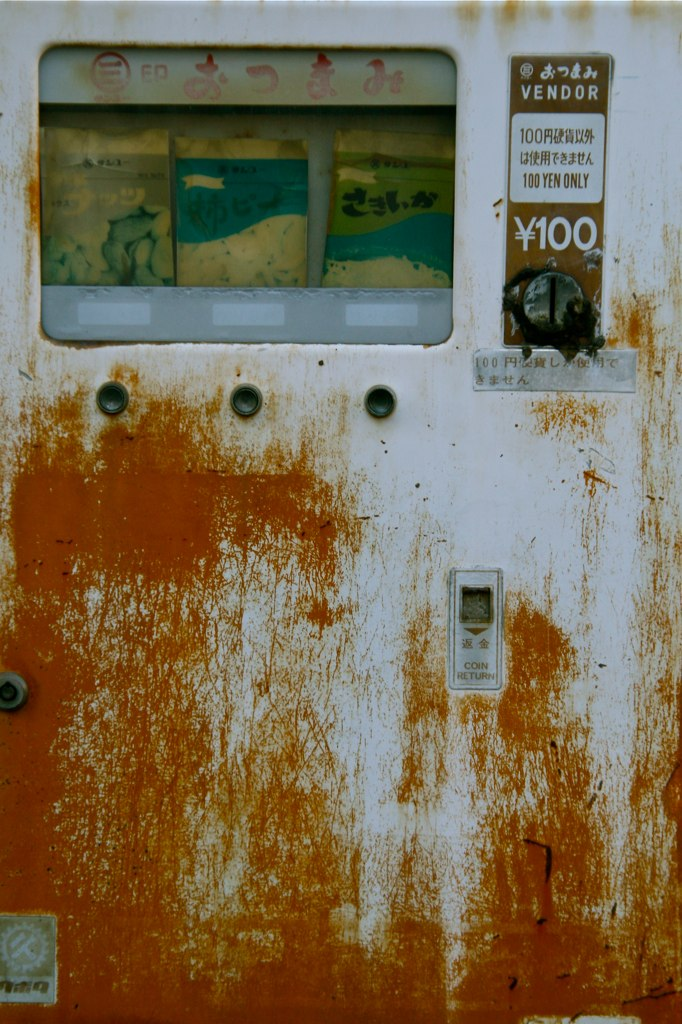
おつまみの自販機
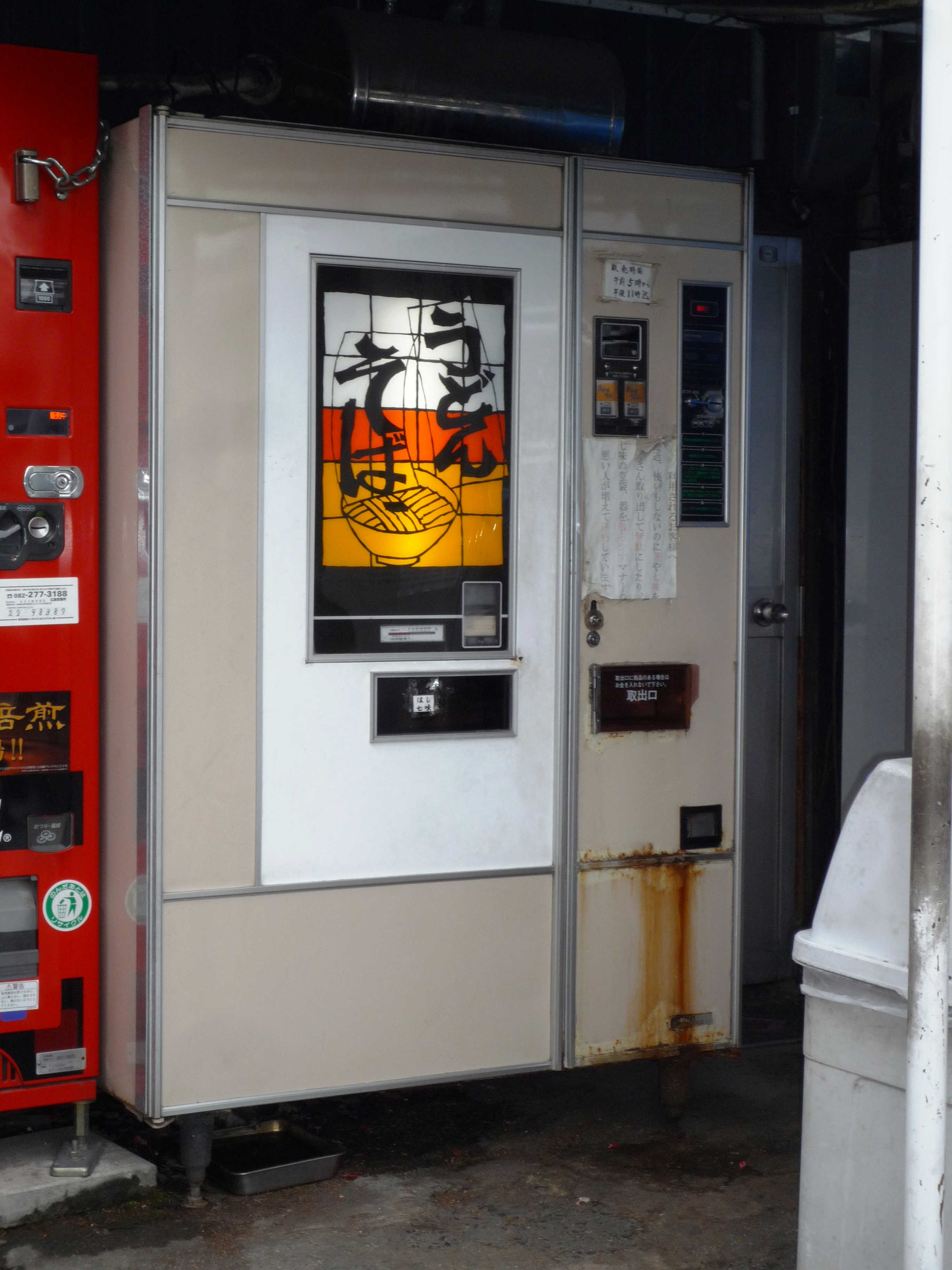
うどんの自販機
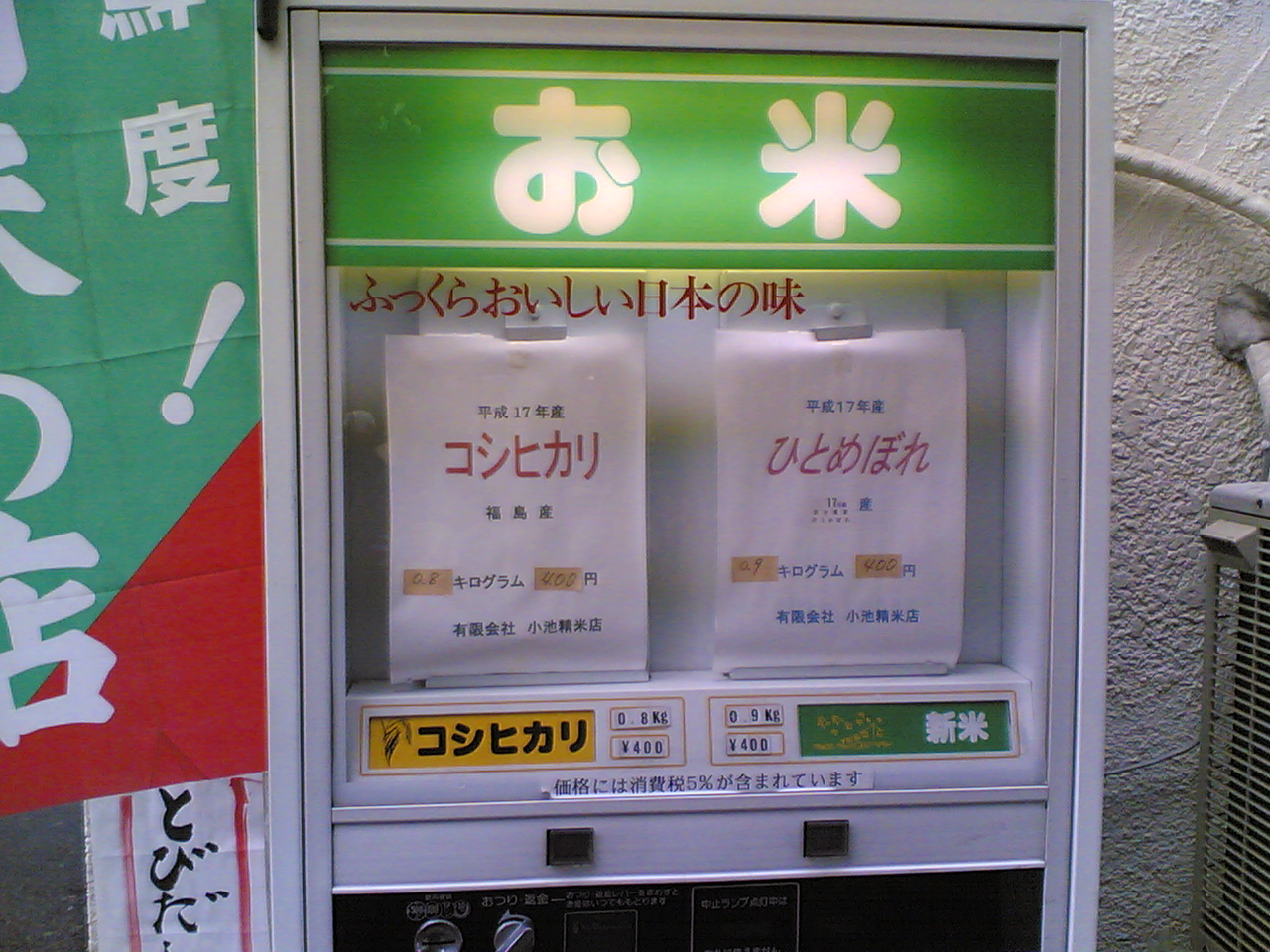
米の自動販売機（2006年 東京）
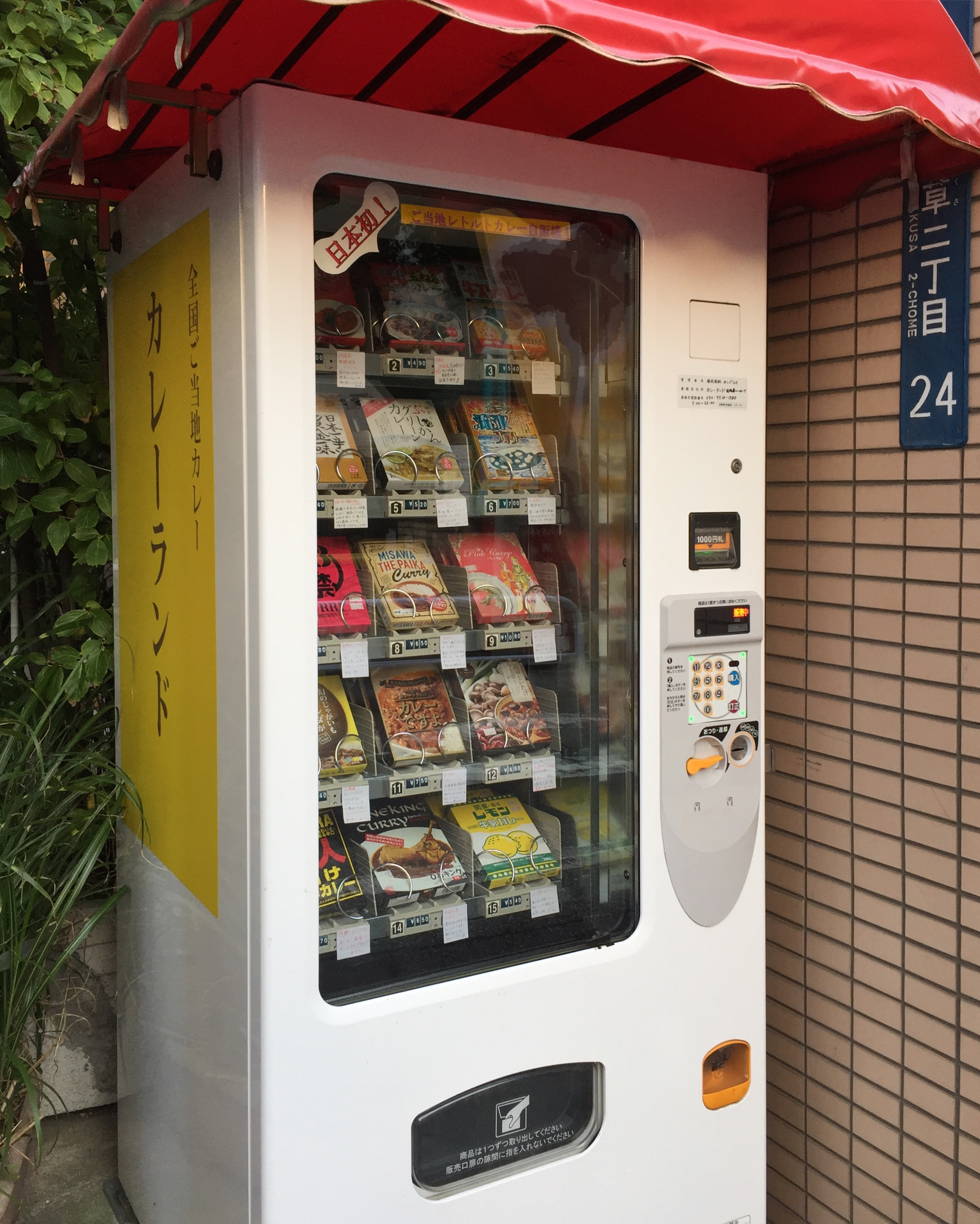
全国のご当地レトルトカレーの自販機（東京・浅草）
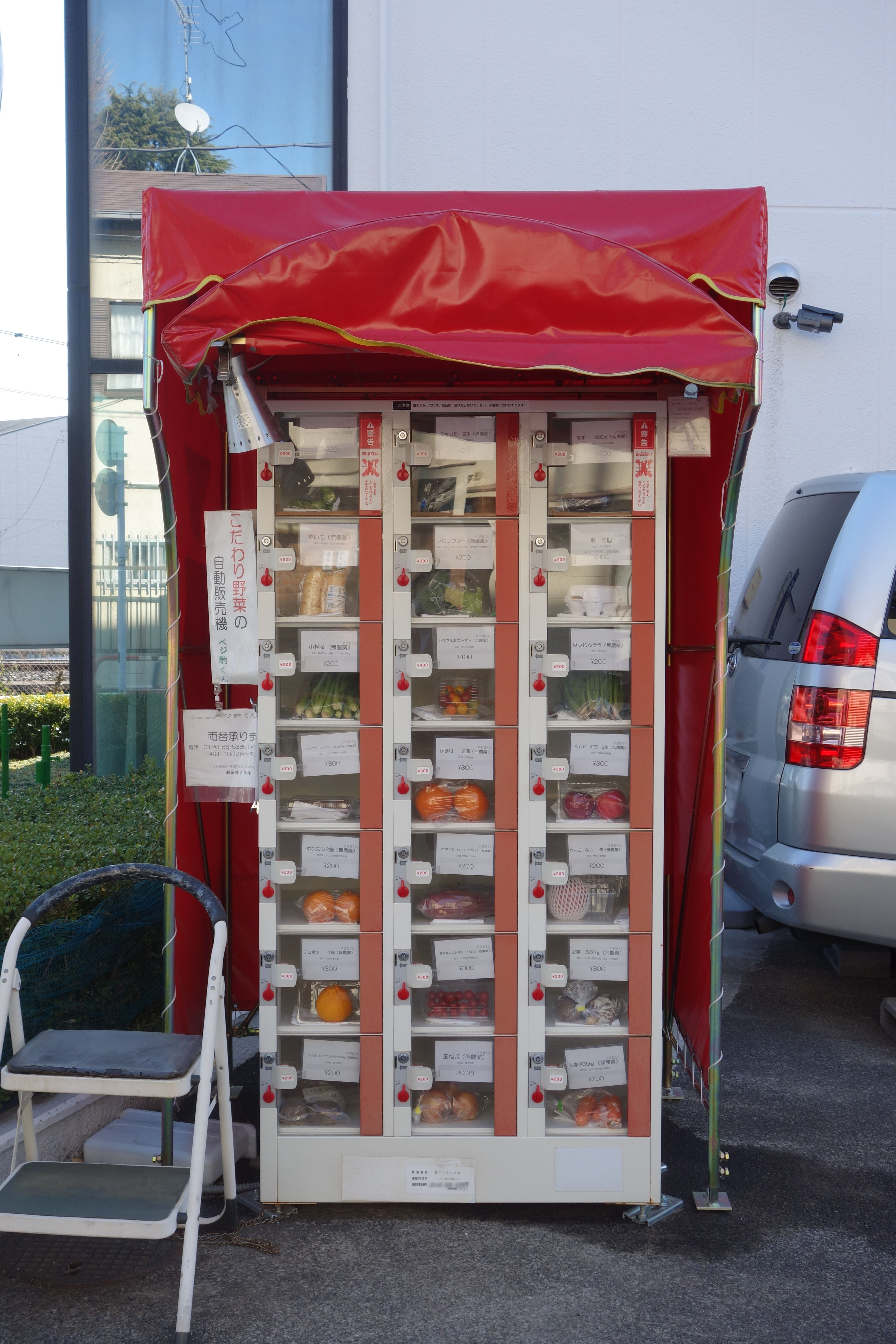
生鮮野菜の自販機（東京都北区）
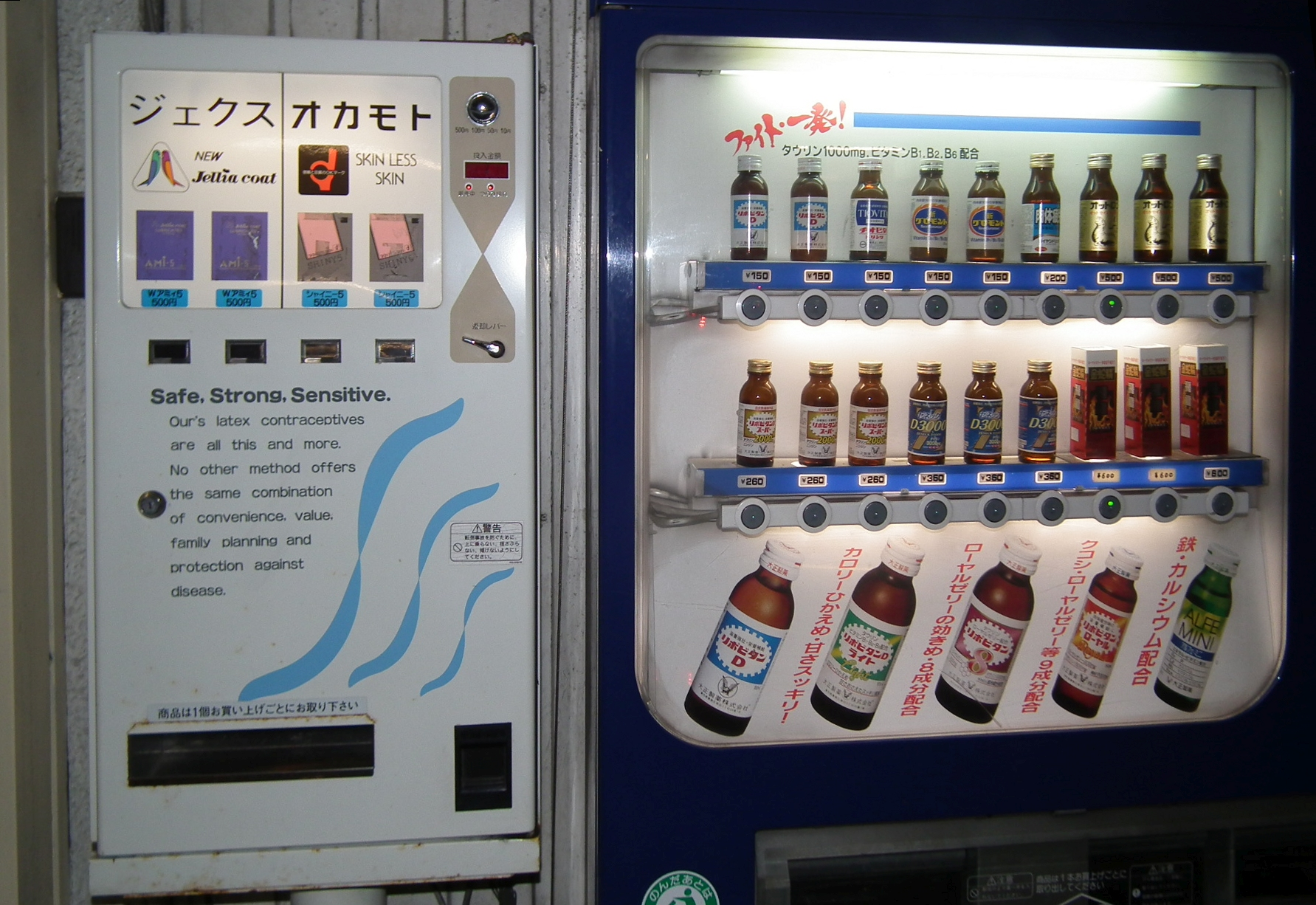
並び立つコンドームと栄養ドリンクの販売機
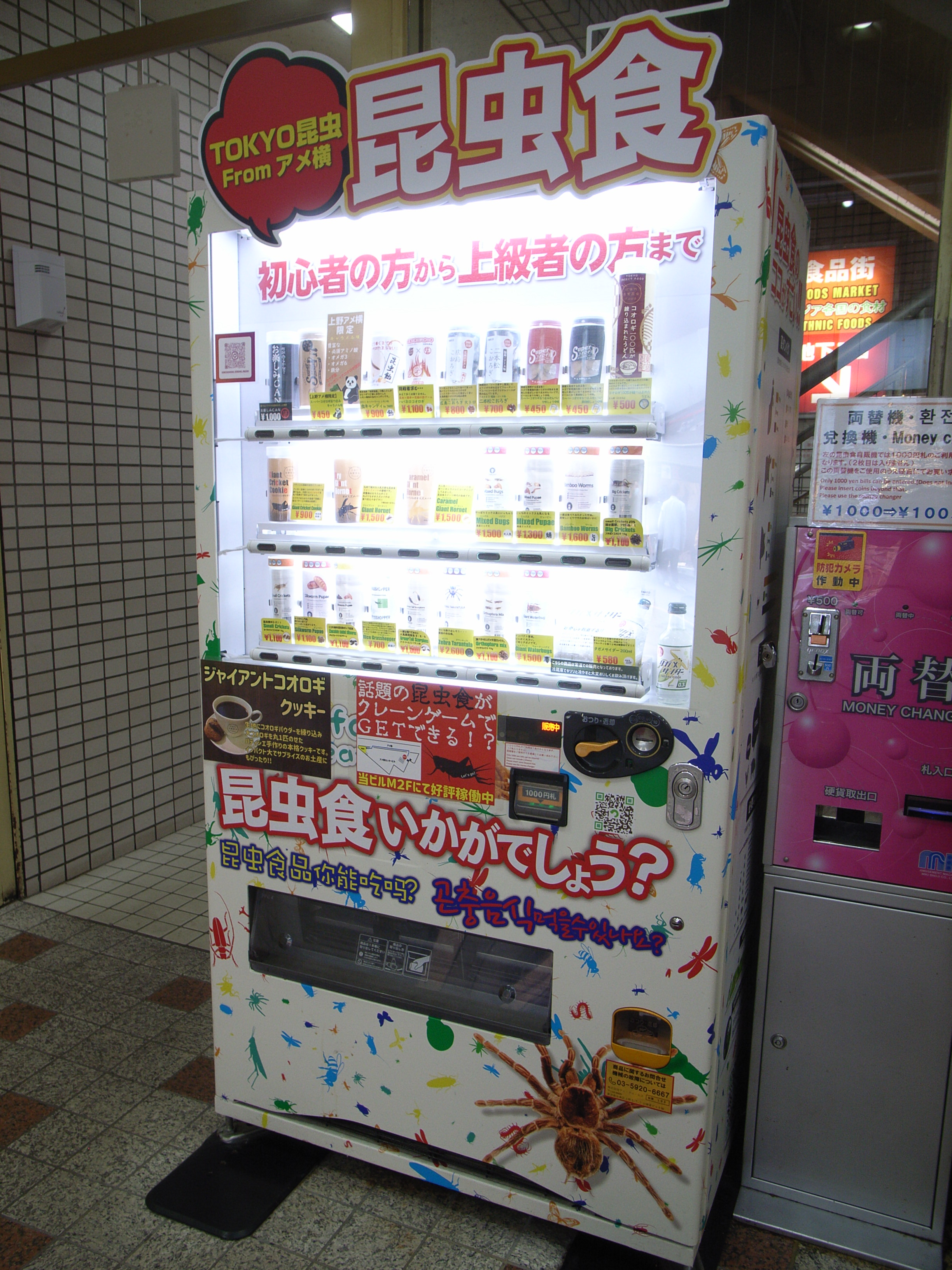
昆虫食缶詰の自販機

- 非飲食物系
  - 煙草 - 購入にtaspoが必要。梱包を工夫して、同じ機械でライターを扱うものもある。
  - 新聞・雑誌・文庫本 - 新聞は主に「ニュースくん」という愛称がついており、欧米で一般的な手動式ではなく電動式である。また、1970年代にはポルノ雑誌（自販機本）を扱う自販機が多かったが、18歳未満の者が容易に購入できる方式での猥褻物販売を禁止する青少年保護育成条例による規制が成立して衰退した。
  - 切手・はがき類 - 集配局の郵便局の一部に置かれていた。設置場所によっては郵便証紙・ふみカード・収入印紙を取り扱うものもあったが、2007年7月で全面廃止[注 4]。
  - 乾電池 - メーカー系列電器店の店先に置かれていることが多い。
  - DVD・CDソフト - 販売だけでなく、無人レンタルビデオなど貸し出し・返却を扱うものもある。
  - 風船（ファンキーマルーン）
  - 透明ロッカー型 - 日用小物から下着、靴下、お菓子など常温保存可能な食品も含む。
  - カプセルトイ（ガシャポン、ガチャ、ガチャガチャ）- カプセルに入ったフィギュアなどの玩具。近年では千円札を投入し、ランダムで玩具などの景品が登場する「1000円自販機」と呼ばれる機種も存在しており、ゲームセンターなどに設置されていることが多い。
  - 先払いセルフ式ガソリンスタンド - 先に現金やクレジットカードを投入して、油種（レギュラー・ハイオク・軽油）を選択し、投入金額分まで給油できる。残余分は、給油機内蔵の釣り銭機から出てくるもの、レシートに印字のバーコードを別に設置してある釣り銭支払専用機に読み取らせて支払うもの、従業員待機所のレジまで持参して釣り銭をもらう方式の3種類がある。
  - カード類 - テレフォンカード・ハイウェイカードなどのプリペイドカード類や乗車券などの切符類。トレーディングカード類（カードダス）。
    - 回数券のバラ売り（金券ショップに併設もしくは駅近くなどに設置）- taspo導入前のたばこ自販機を再利用した形態が多いため、たばこと同一の箱に入っていることが多い（箱は原則返却ボックスに入れる案内がある）。

  - 花（生花） - 温度・湿度管理がされている。
  - キーホルダー
  - 下着
  - 旅行保険 - 空港などで見られる。保険料を投入すると保険証書の用紙が払い出され、住所や氏名などを記入して、一番下の控え以外の部分を投入口に入れる。
  - ティッシュペーパー、トイレットペーパー - 駅のトイレなどに設置される。自動販売機の購入のみの少ない投資で、簡易的な有料トイレを作ることができる。
  - マスク - 病院や薬局などに設置されている。
  - お守り・おみくじ
  - 自動券売機
    - 交通機関の乗車券類
    - 食券
    - 施設などへの入場券
    - 公営競技の投票券

  - 外貨現金（外貨両替）
  - トラベラーズチェック（外貨両替）
  - コスチューム
  - 釣り餌 - 釣具店の軒先によく設置されている。生きた餌のパックを販売している。
  - 温泉 - 温泉スタンドなど。
  - タオル - 温泉施設、無料の足湯があるところに設置されている。
  - 洗車用洗剤 - コイン洗車場などに設置されている。
  - 化粧品・櫛・ひげそり用品 - 主に宿泊施設・銭湯などに設置されている。整髪料などは小分けされている。
  - 傘
  - 使い切りカメラ・フィルム
  - 金 - 海外に存在。
  - 名刺
  - 印章 - 一部のドン・キホーテ店内に設置されているが、ドン・キホーテ以外の店舗にも設置されていることがある。
  - 携帯型電子機器（デジタル音楽プレイヤー、デジタルカメラ、ビデオゲームなど）
    - 携帯電話用SIMカード - 海外からの渡航者向けのプリペイド式カードで、主に空港に設置されている。

  - 医薬品（風邪薬、鎮痛剤など）- 海外に存在。
  - アンプル剤 - 日本でも個人調剤薬局などの店先に設置されているが、近年は衰退している。
  - 性具 - ラブホテルの客室などに設置されている。
  - コンドーム - タバコ屋や個人調剤薬局などの店先に設置されていることが多いが、周囲に何もないところにポツンと設置されていることもある。

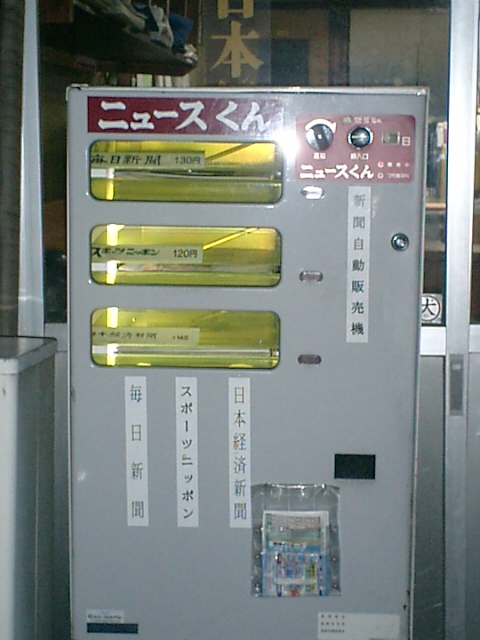
新聞の自販機「ニュースくん」（毎日新聞放出販売所にて）
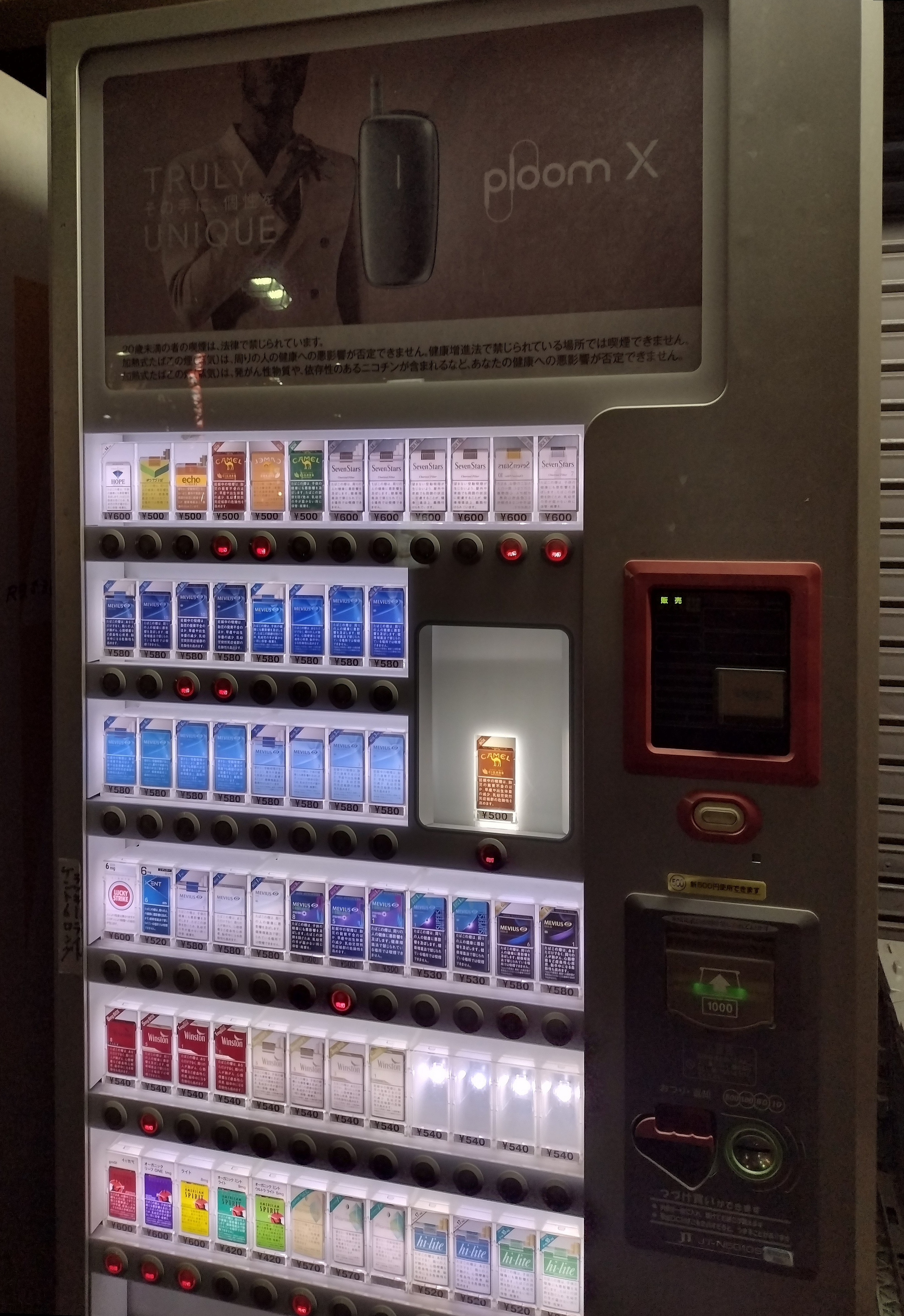
たばこの自販機
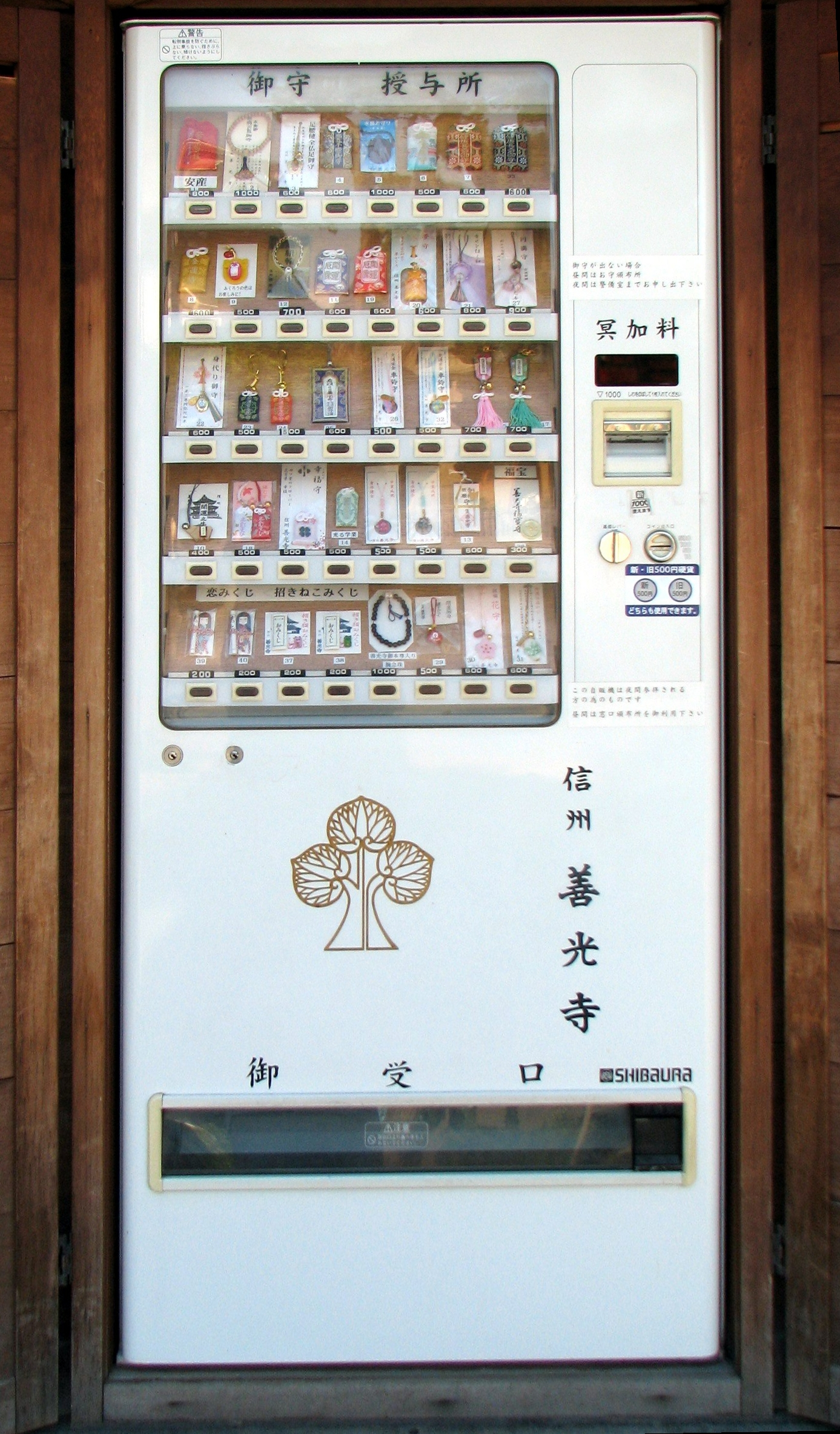
お守りの自販機（善光寺）
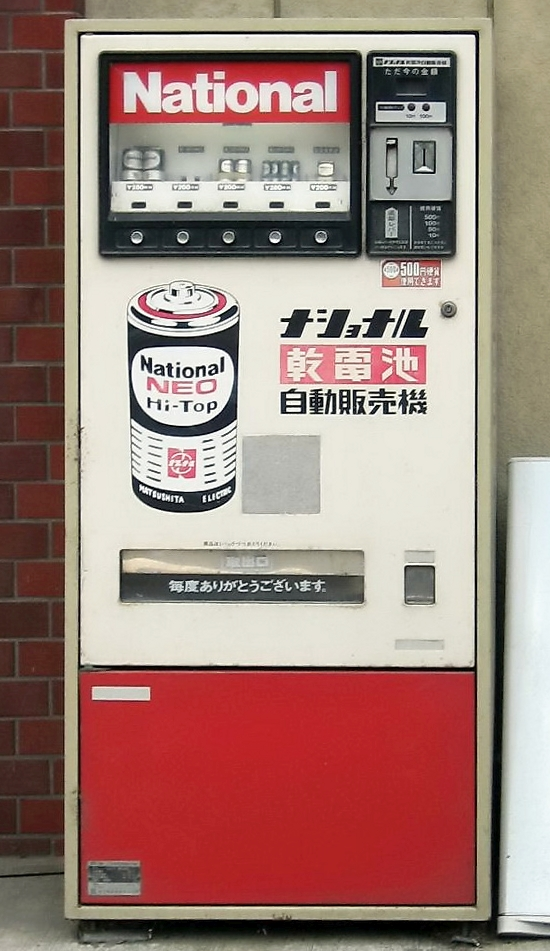
乾電池の自販機
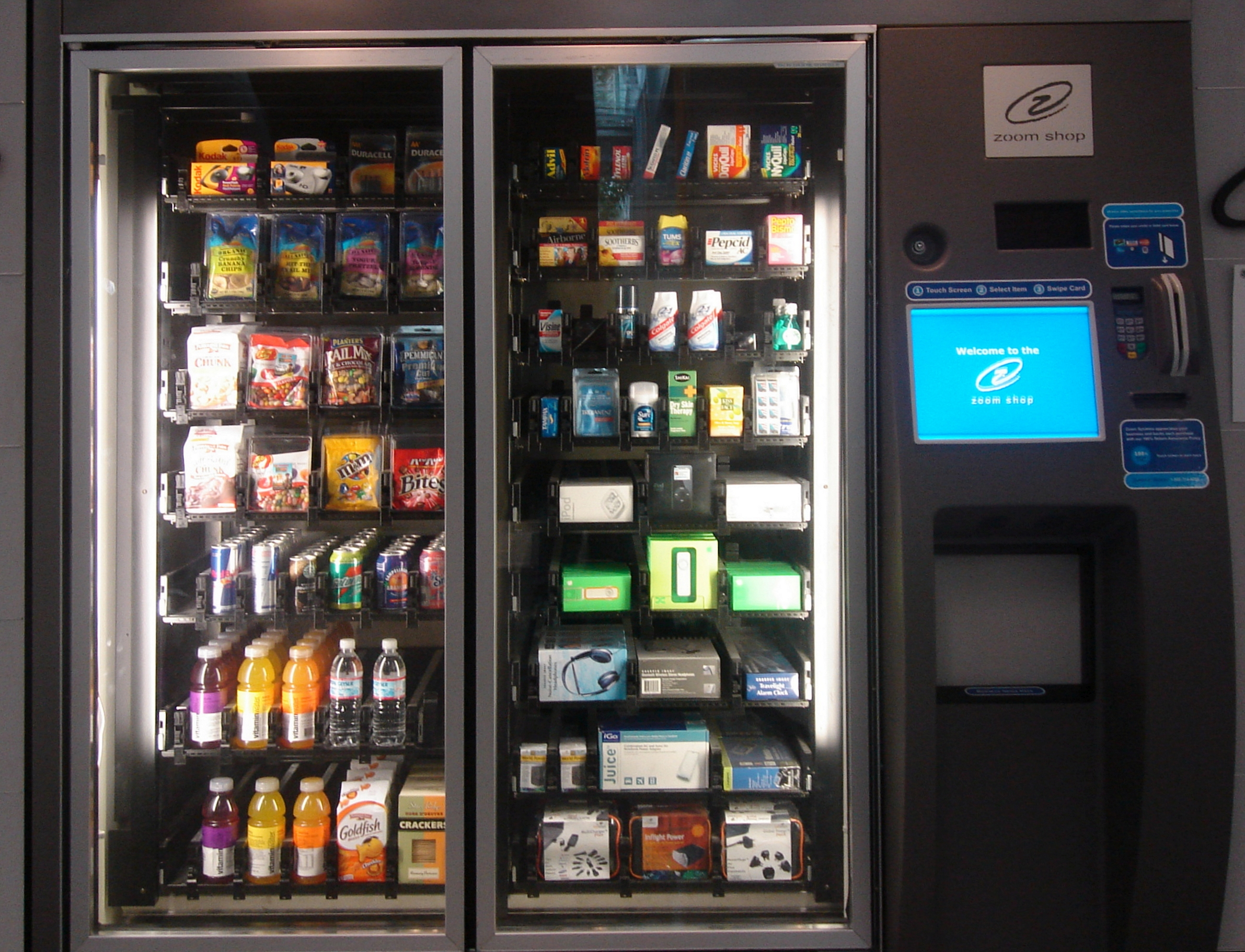
iPodも販売される「zoom shop」
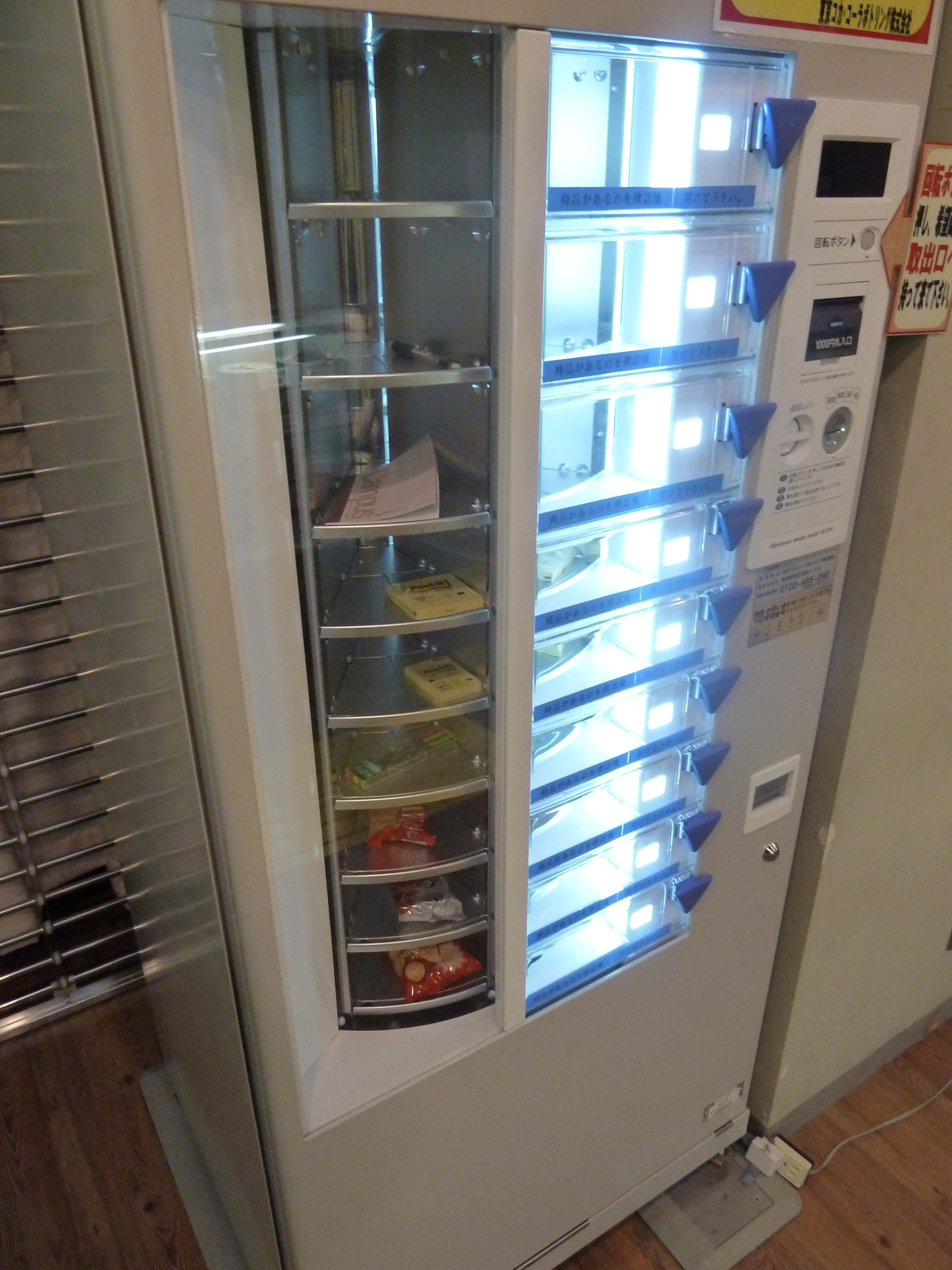
文房具と菓子の自販機（図書館）
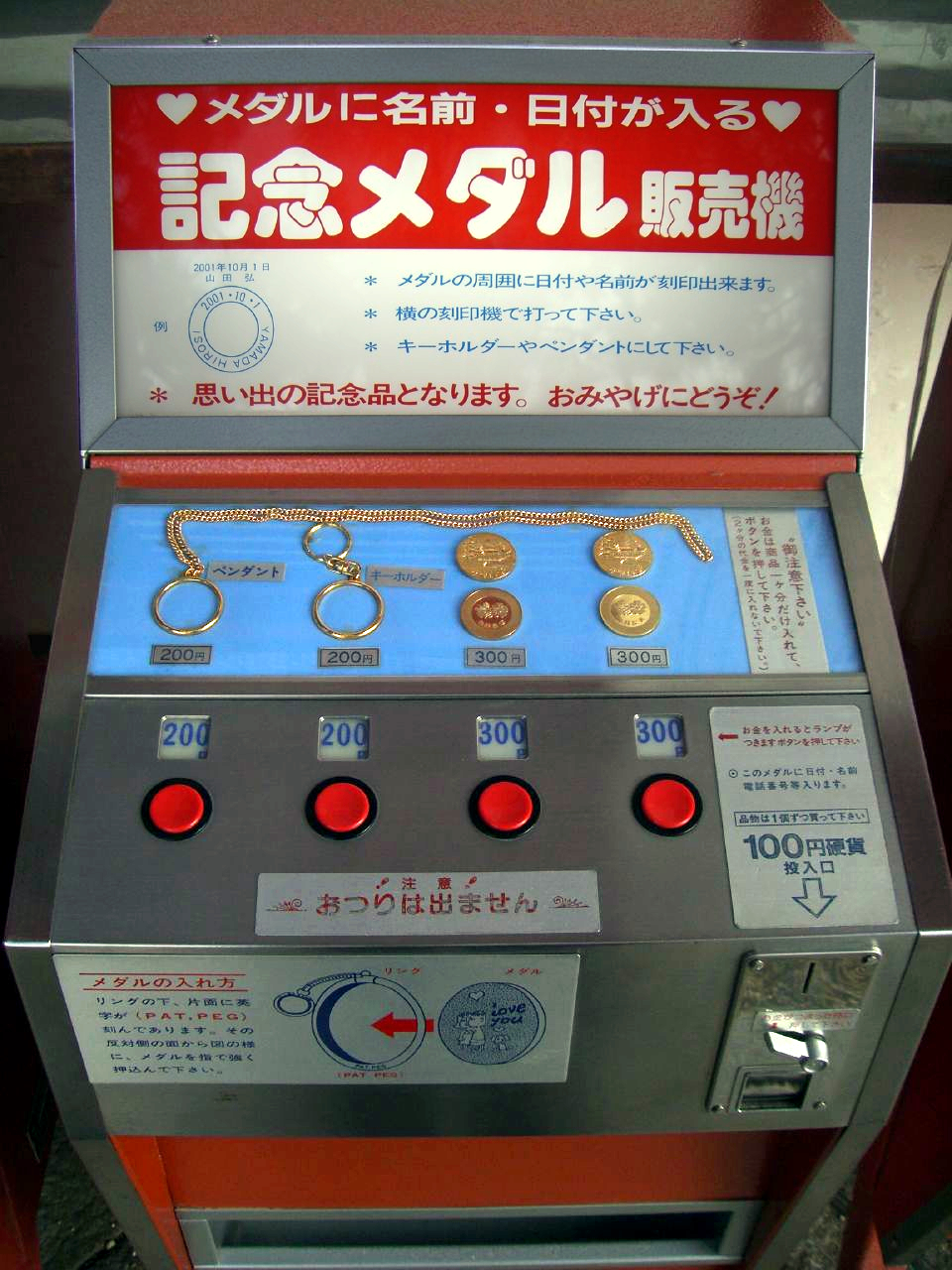
記念メダル販売機（茶平工業）
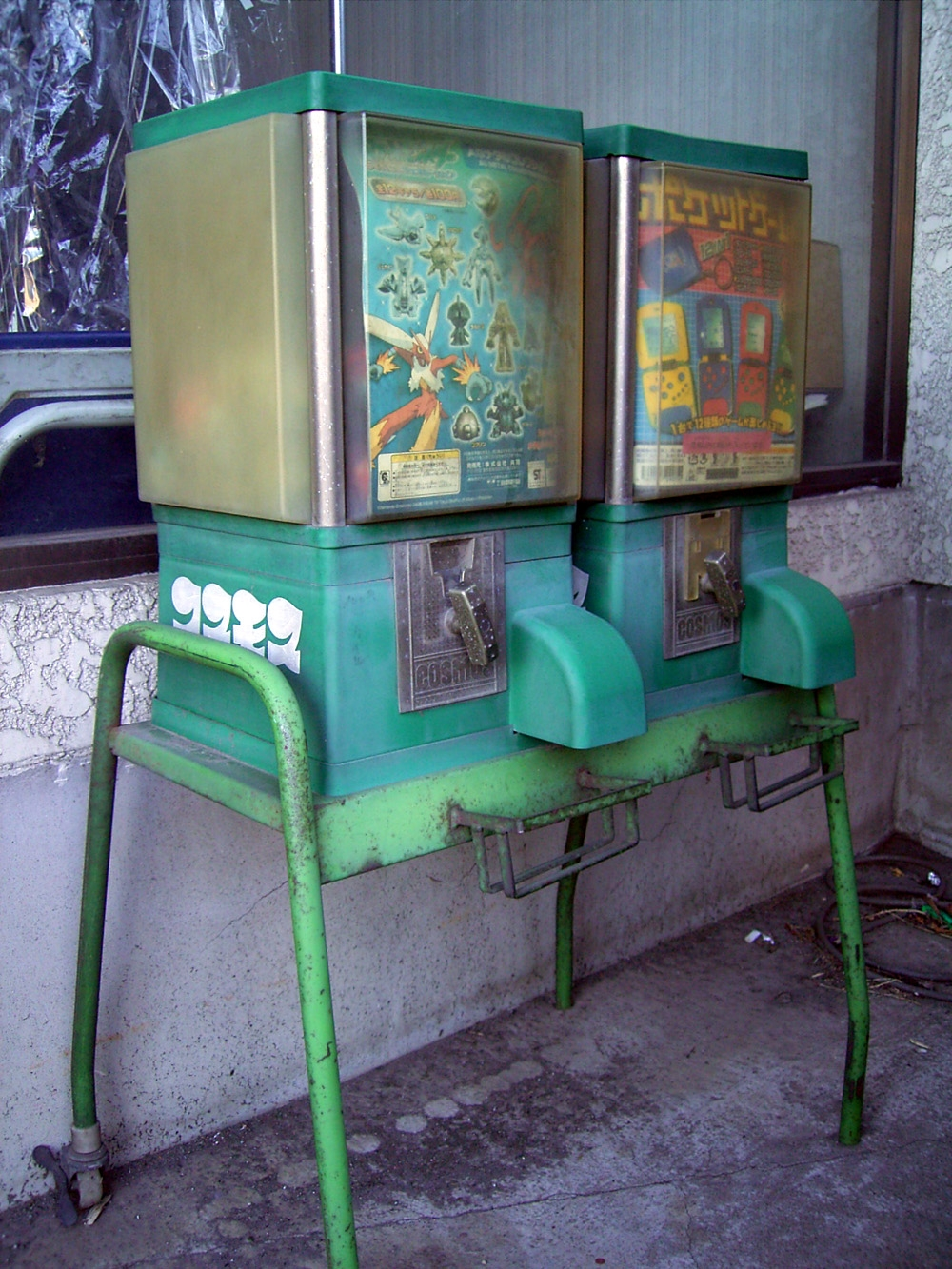
カプセルトイの自販機（コスモス）
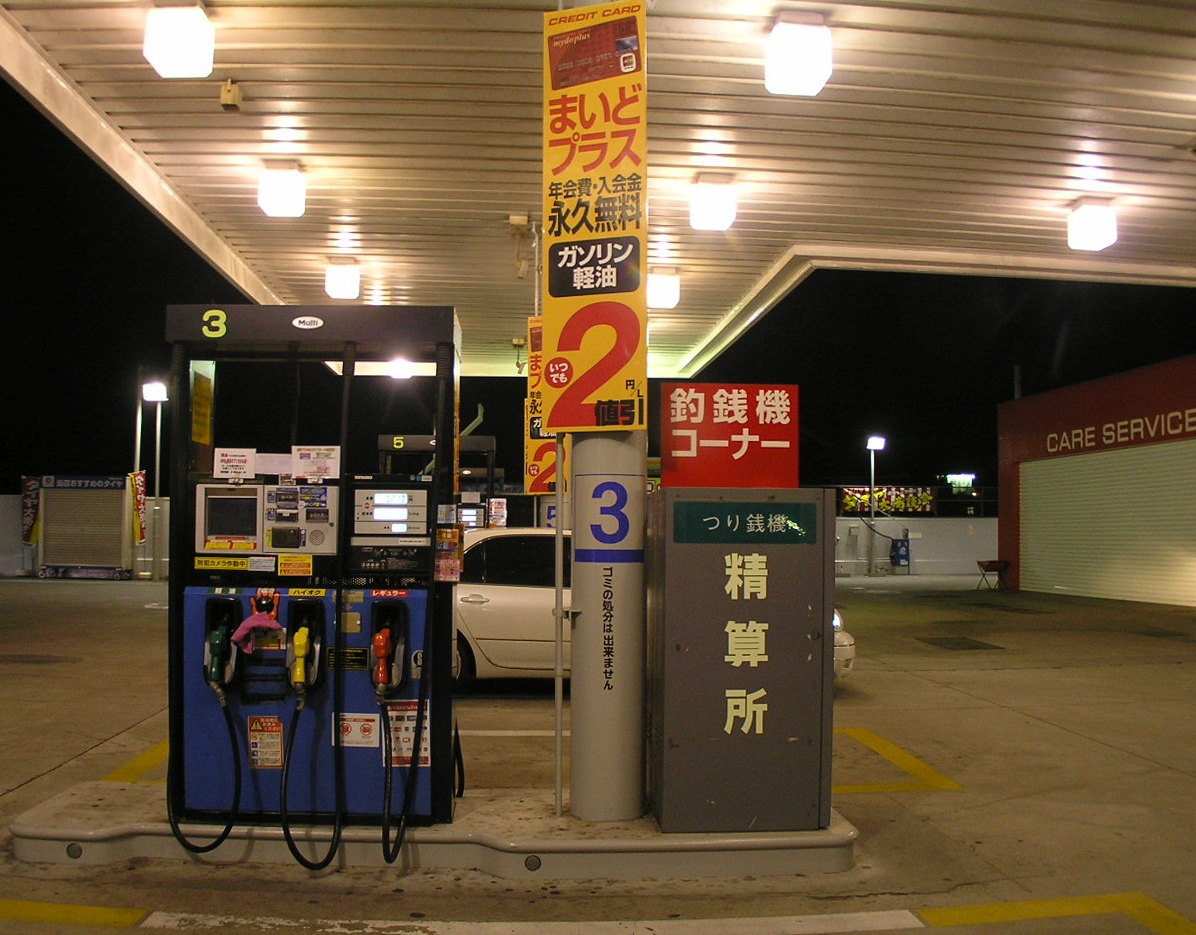
セルフ式ガソリンスタンドの燃油販売機
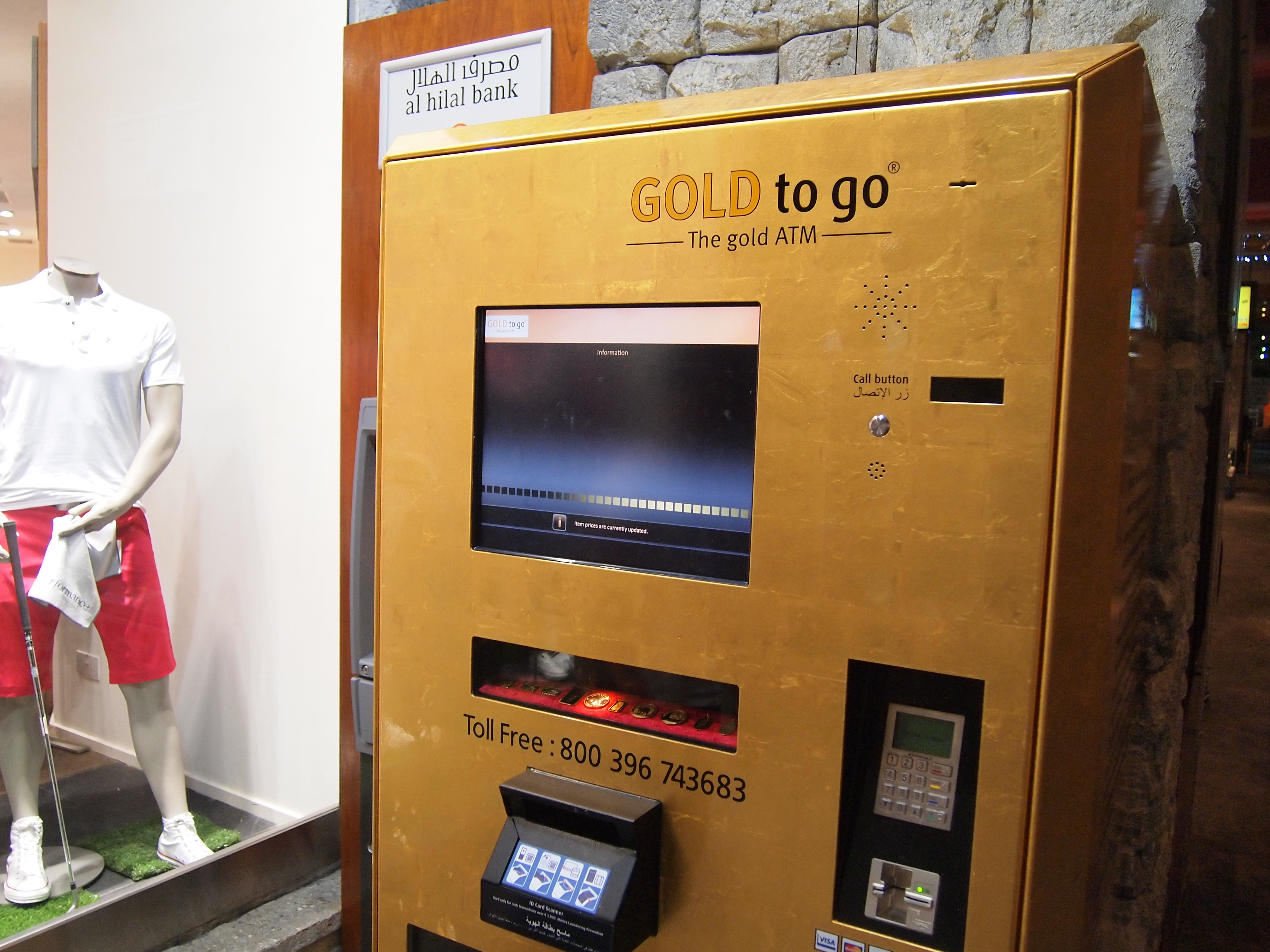
アラブ首長国連邦・ドバイ市にある金の自動販売機

### 珍しい自動販売機

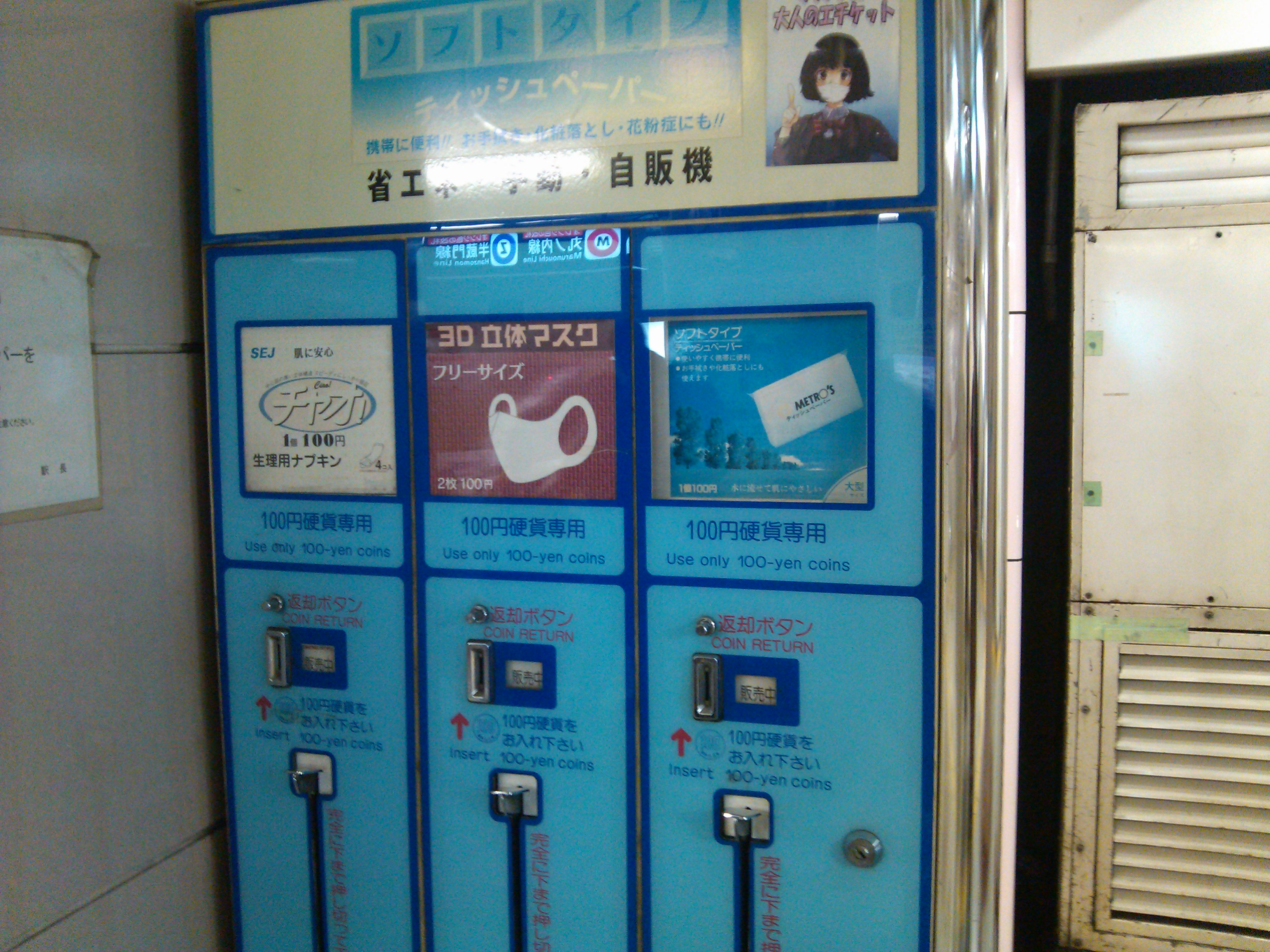
今は珍しくなった手動レバー式（ナプキン・マスク・ティッシュ）

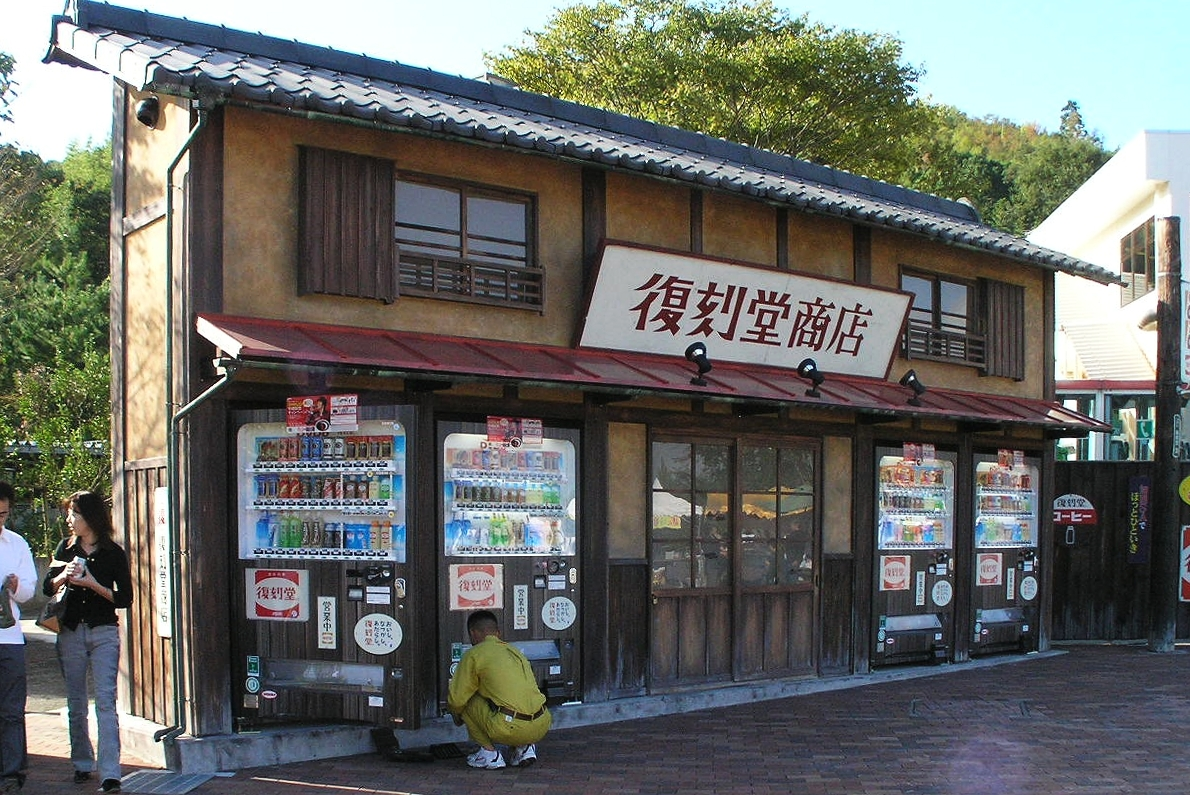
加西サービスエリアに設置されている復刻堂商店の自動販売機

- 映画の始祖のキネトスコープにはコイン式のものも存在したが、日本においては子供向けに同形式の8ミリフィルムで映画が見られる遊具やグリコの自動販売機が存在した。
- いくつかのクレープ専門店が自動販売機を設置している。ただし、日持ちしないため毎朝補填・廃棄する必要があり、親店舗の休店日には販売を行わないこともある。
- 岐阜市に日本で唯一の缶ビールケース売り自動販売機が存在する。
- 中華人民共和国南京市には、上海ガニの自動販売機が存在する。市場価格より安い1杯10〜50元で活きたカニを購入できる。中はカニの鮮度を保つため、5〜10℃に保たれており、補充の際に死んだカニがいないかチェックしている。万一死んだカニが出てきた際には生きたカニを3杯無償で提供する[34]。
- 2011年1月19日に、霞ケ関駅にリンゴの自動販売機が登場した。食べやすいサイズにカットされており、皮つきと皮なしを選べる[35]。
- ドン・キホーテなどには、書体を選択すればその場で彫ってくれる判子の自動販売機が設置されている店舗がある[36]。
- フランスのショート・エディション社が開発した「物語の自動販売機」は欧米を中心に、駅、空港、博物館、病院などに600台以上が設置されている。利用は無料で、販売機の設置を希望する施設が自動販売機の購入費と毎月のコンテンツ購読料を支払う。機械には「１分」「３分」「５分」のボタンがあり、どれかを押すと、それぞれの時間で読み終える長さのランダムに選ばれた物語が感熱紙 に印刷されて出てくる。すでにフランス語と英語には数千の作品がある。作品は小説のほかに漫画、詩、俳句などもある[37]。
- かつてのパチンコ・パチスロ店には、紙幣や硬貨ではなく、パチンコ玉やメダルでタバコや飲料を購入する形式の自動販売機が存在したが、1円パチンコが普及し始めたころから貸出額面の異なるパチンコ玉やメダルを不正利用して購入する事例が多発したため、現在は一部の個人経営店などを除き、ほとんど使用されていない。
- 自販機そのものではなく、取り扱っている商品として珍しいものに、無料の水がある。一部の病院では内服薬の服用や脱水症状対策のため、院内に設置している自販機で無料の水を提供している場合がある。
- 高齢者などの誤嚥防止を目的として、飲料を飲み込みやすくする「とろみ剤」を追加することができるカップ式自動販売機が開発されたことがある[38]。

### 衰退した自動販売機
完全に姿を消したわけではないが、急速に姿を消しつつある自動販売機の種類として、以下のようなものが挙げられる。
- 酒類用自動販売機 - 酒類用自動販売機は、タバコと同じく未成年者による購入・飲酒の原因になることに加え、2000年代初期に飲酒運転による死亡事故が急増して社会問題化したことが原因で、現在は急速に衰退が進んでいる。また、タバコ自販機で購入の際に必要となるタスポのような酒類用自販機の専用カードも特に導入されていない[注 5]。なお、飲酒運転（特に無免許飲酒運転）との兼ね合いもあり、酒類用自販機での成人識別に使用される装置は運転免許証を差し込む形式のものが多い[注 6]。設置台数は2022年現在約1万1,000台であり、もっとも古い統計が残る1996年の18万5,000台から大きく数を減らしている[39]。設置している場所は個人酒屋の店先や社員寮などが多い。
- タバコ用自動販売機 - 未成年者喫煙対策および受動喫煙問題・喫煙するために本体が別途必要となる電子タバコへの鞍替え[40]・断続的に続くタバコの値上げによる喫煙者の減少、などによって徐々に姿を消しつつある。
- 大容量ペットボトル取扱自動販売機 - かつての飲料用自動販売機の中には1.5リットルや2リットルといった大容量のペットボトル飲料を充填し、販売するものが多かったが、24時間営業のコンビニやスーパーが急増したことで手頃な容量のものを手軽に買えるようになったため、衰退した。現在では東京都渋谷区にわずかに残っている程度。
- 瓶飲料自動販売機 - ペットボトルが普及する前の飲料は主にガラス瓶入りのものが多く、硬貨を入れて商品を選択すると扉のロックが解除されて、中から瓶入りの飲料を取り出す自動販売機が主流だった。瓶入り飲料はいわゆる「王冠」と呼ばれる蓋で封緘されており、栓抜きで開栓する必要があるため、自動販売機には栓抜きが固定されていた。現在でも個人酒屋や駄菓子屋の店先に置いてある場合があるが、近年はいずれも閉店が進んでいるため、見かけることは稀である。大手小売店ではドン・キホーテなどに設置されている場合もある。
- 乾電池の自動販売機 - 乾電池は現在、写真店・コンビニ・家電量販店・ホームセンター・100円ショップ・インターネット通販など、さまざまなところで販売されており、中でも100円ショップでは安価で購入可能なため、わざわざ定価で購入する意味が薄いことから急速に衰退し、ほぼ絶滅状態にあるが、一部では現在も稼働している。
- 成年向け雑誌の自動販売機 - かつては街中にて堂々と設置されていたが、児童・生徒に与える影響が大きいと懸念されるようになり、学校の周辺および通学路の区域内への設置が禁止され、以降は衰退の一途をたどる。現在はほぼ絶滅状態で、周囲に民家や学校などが全く無い田舎町の道路沿いや空き地などにわずかに残る程度。
- アダルトビデオ、性具 - 「成年向け雑誌の自動販売機」にアダルトビデオや性具、下着等アダルグッズを入れてあり、無人アダルグッズショップとも言える。「成年向け雑誌の自動販売機」同様児童・生徒に与える影響が大きいと懸念されるようになり、学校の周辺および通学路の区域内への設置が禁止され、以降は衰退の一途をたどる。それに加えてアダルトグッズショップやネット通販の台頭もあり現在はほぼ絶滅状態で、周囲に民家や学校などが全く無い田舎町の道路沿いや空き地などにわずかに残る程度。こっそり堂が有名。

## 構成と制御

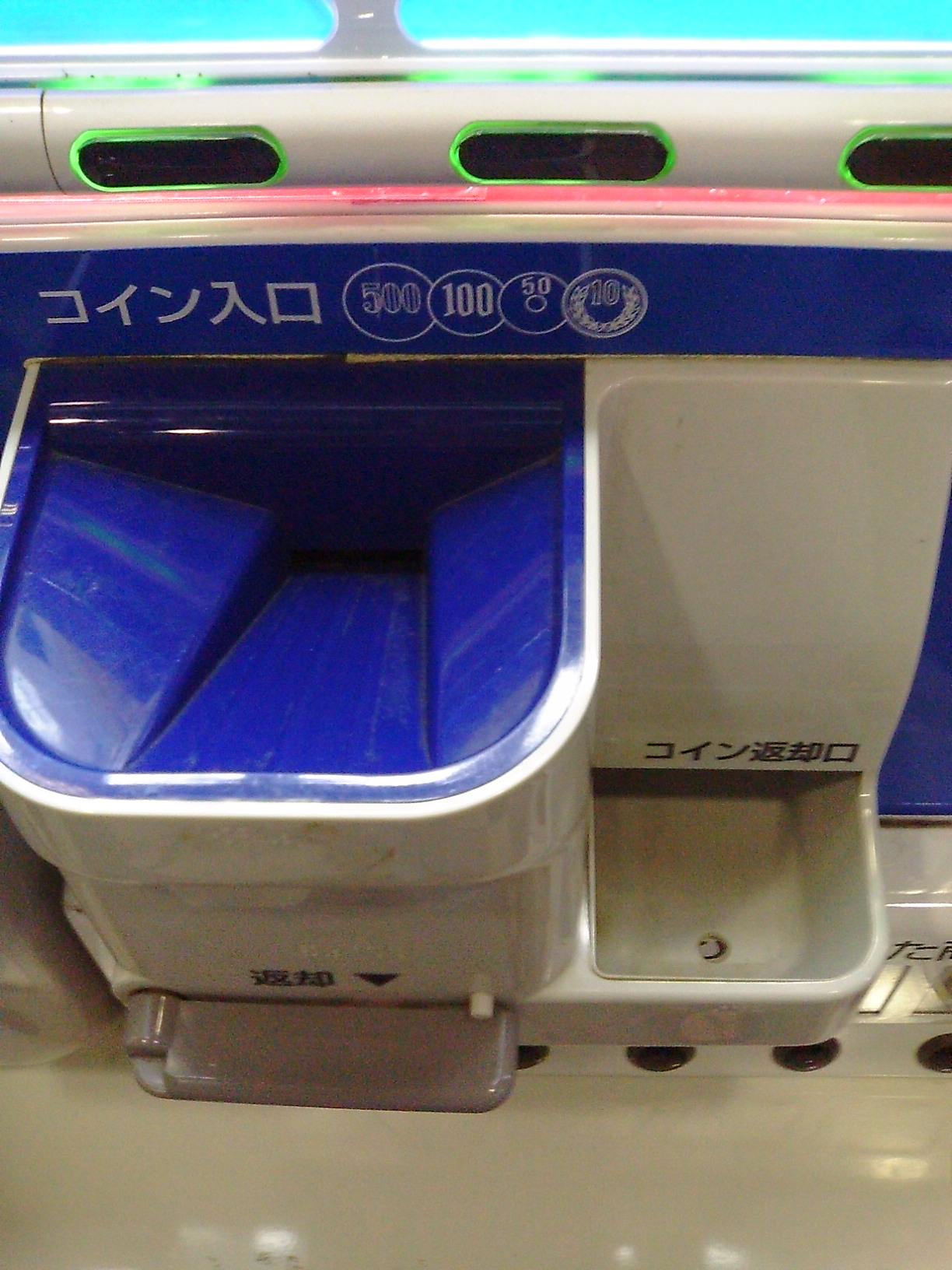
広くとられたコインの投入口

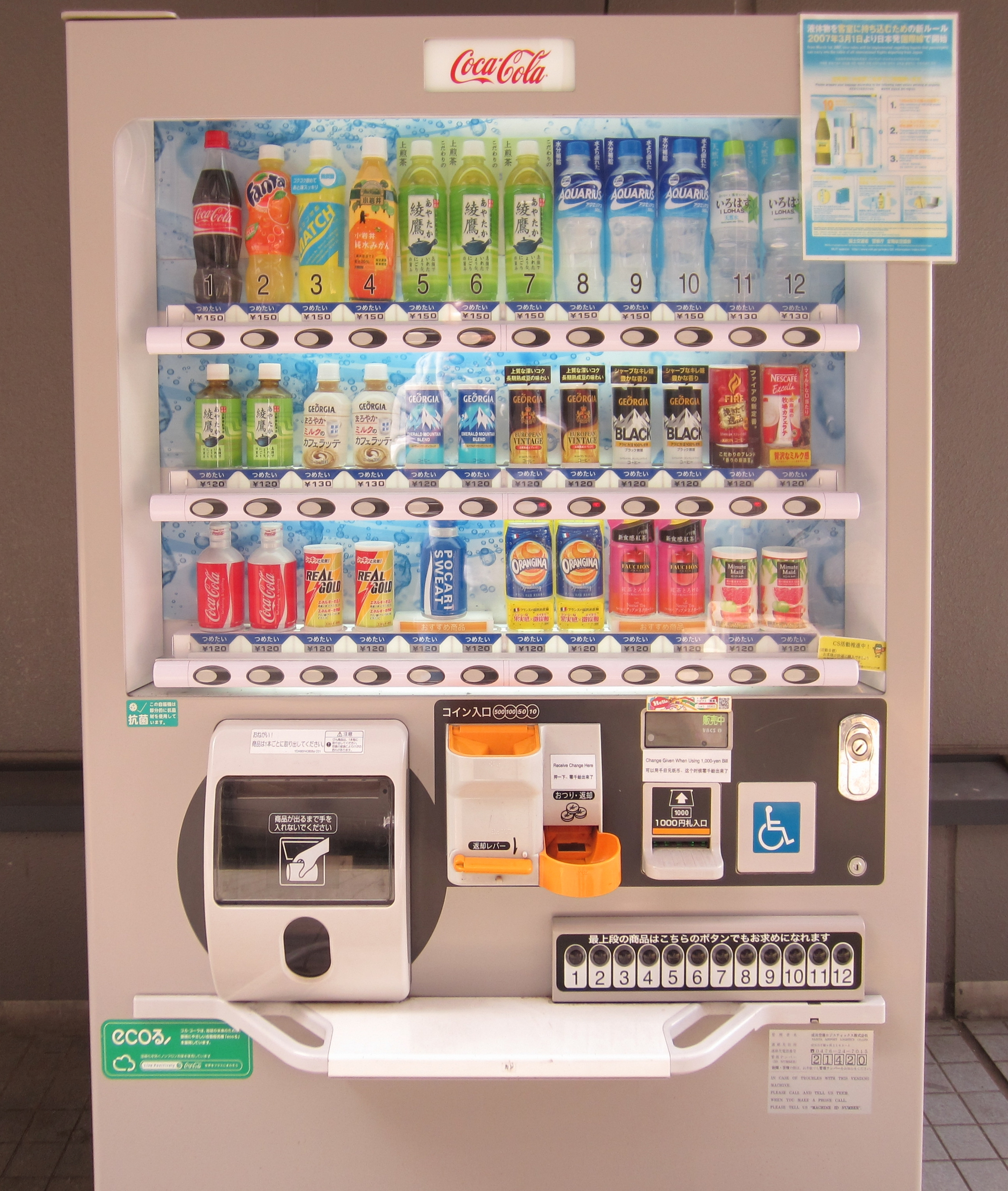
低位置にもボタンがある例

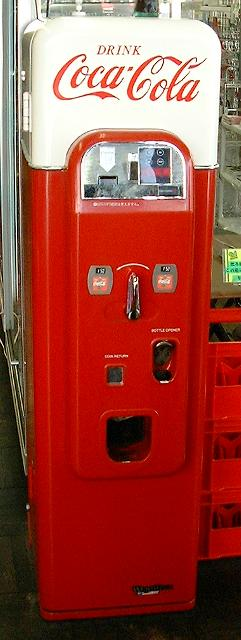
復刻された1940年代型の瓶用自動販売機（合羽橋道具街通り、2009年5月9日撮影）

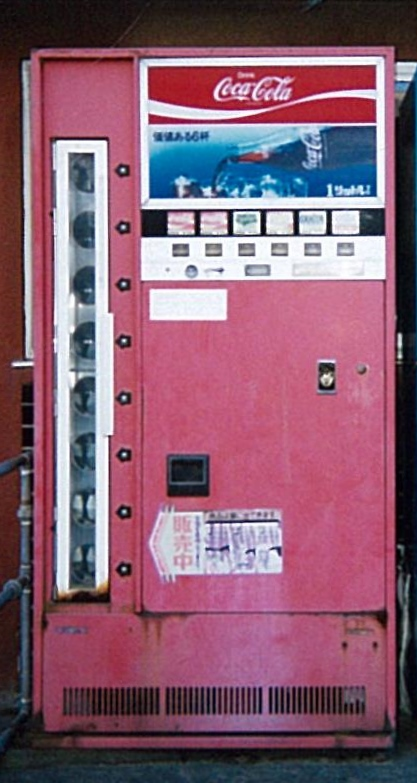
瓶を引き出すタイプの自動販売機

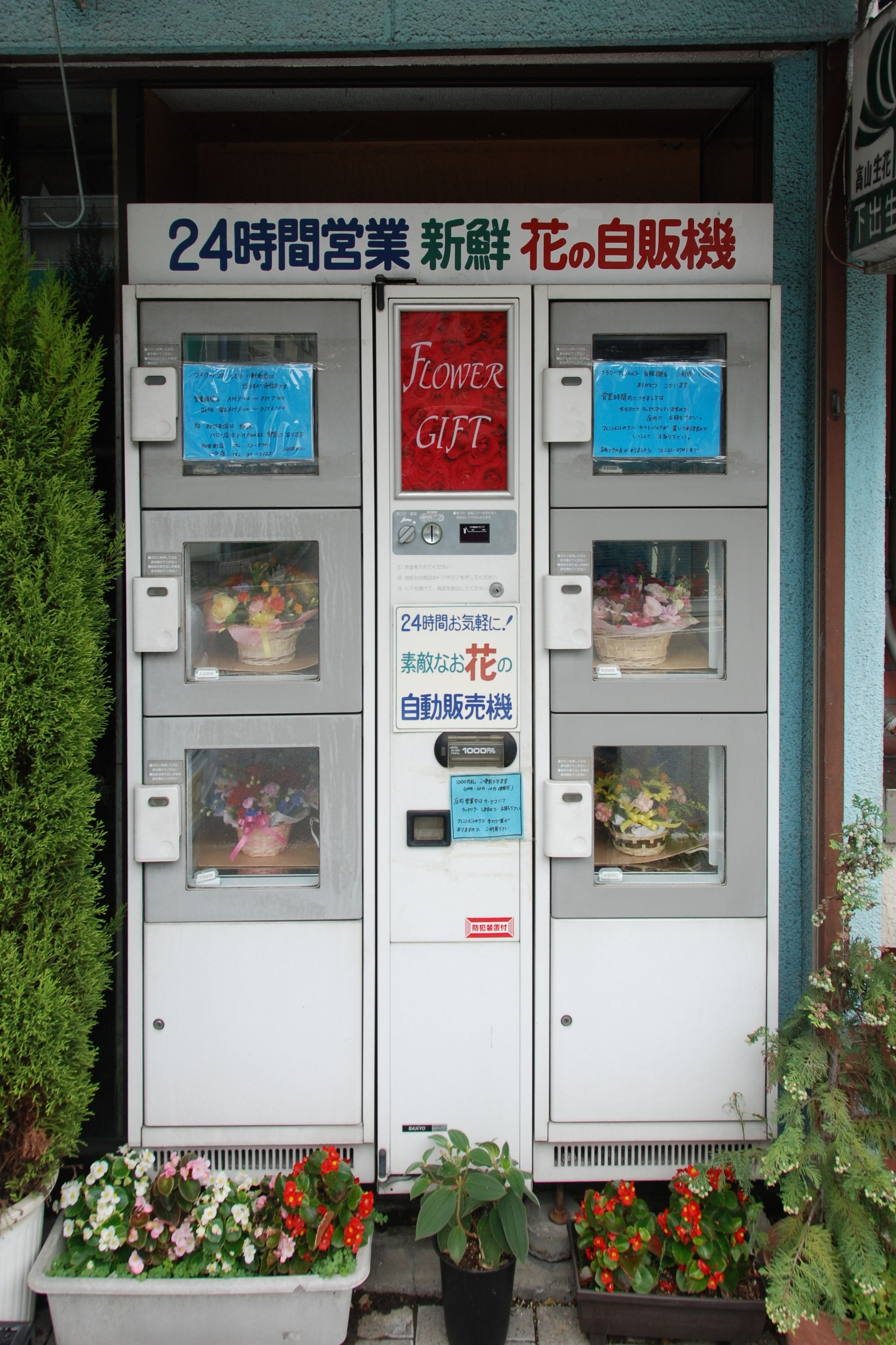
ギフト用の花

### 構成
『大日本百科全書』では、自動販売機の構成は、金銭装置、指示装置（制御装置）、貯蔵・加工装置、販売装置からなると説明されている。自動販売機は商品を現金で購入する形式のものが大多数であるが、Suicaなどの交通系ICカードで買い物が可能になって以降は、さまざまな種類の電子マネーで購入することが可能な自販機が急増している。自販機を破壊して内部の現金（および商品）を強奪する事件も起きているため、被害対策として逆に現金で購入することができない仕様の自販機もある。また、クレジットカード（およびデビットカード）の使用が可能な自販機もある。
- 金銭装置：挿入された通貨の真偽判別や金種選別を行い、金額を計数し、必要に応じて釣銭を出す装置。「自動販売機の心臓部分」とも。硬貨はその直径・厚み・重量・材質などをチェックし、紙幣は縦横寸法などの外形的要素と肖像・模様・すかし・印刷インキの色などを組み合わせて総合判別すると説明されている。カードの場合は、カードの照合判別、金額確認を行う[3]。
- 指示装置：押ボタンで商品を選択すると、その販売指示を出す[3]。
- 貯蔵・加工装置：商品を貯蔵し、必要に応じて調理などの加工を行う[3]。
- 販売装置：指示装置から出された販売指示を受けて、選択された商品を「取出し口」へ送り出す[3]。

『自動販売機20年史』では、自動販売機の基本的な機能（およびそれを荷うユニット）としては主に次のものから成る、と説明されている。
- 「セレクター」（「アクセプター」「正貨受入」とも）や「リジェクター」（「偽貨排除」ともいう）：投入硬貨の真偽をチェックし貨幣の種類を判別する[41]。
- 「チェンジャー」：投入硬貨の係数や販売信号の発信、釣銭の排出などを行う[41]。

#### 金銭装置
自動販売機に内蔵した紙幣識別装置や硬貨選別装置が検知して紙幣や硬貨の真偽を判別する。
コインの投入口には縦の機種と横の機種が混在しており、飲料自販機やたばこ自販機は横のものが多く、乗車券自販機は縦のものが主流となっている。
1999年頃から偽造・変造五百円硬貨が問題になり（大韓民国ウォン#日本における変造500ウォン硬貨問題参照）、2000年に基本的な図柄はそのままで材質の変更を行い、2021年11月1日から3層の新500円玉硬貨が導入された。
なお、2010年代終盤あたりからは、機械に衝撃を与えて機器を誤作動させ、釣銭を盗み出す新手口の窃盗も相次いでいた。
一方、キャッシュレス決済には、磁気カードによるプリペイド方式、ICカードによる電子マネー方式、QRコード決済・バーコード決済などのコード決済方式があるほか、非接触型のICチップを内蔵した携帯電話によるキャッシュレス決済（モバイルベンディング）を導入している機種もある。特に酒や煙草の自動販売機では、年齢認証つきの電子マネー専用とすることで、20歳未満への販売を防止できる効果もある。
中国では2010年代後半になり（有人販売だけでなく）自動販売機も急速なキャッシュレス化が進み、現金を受け付けない自動販売機も増えた。

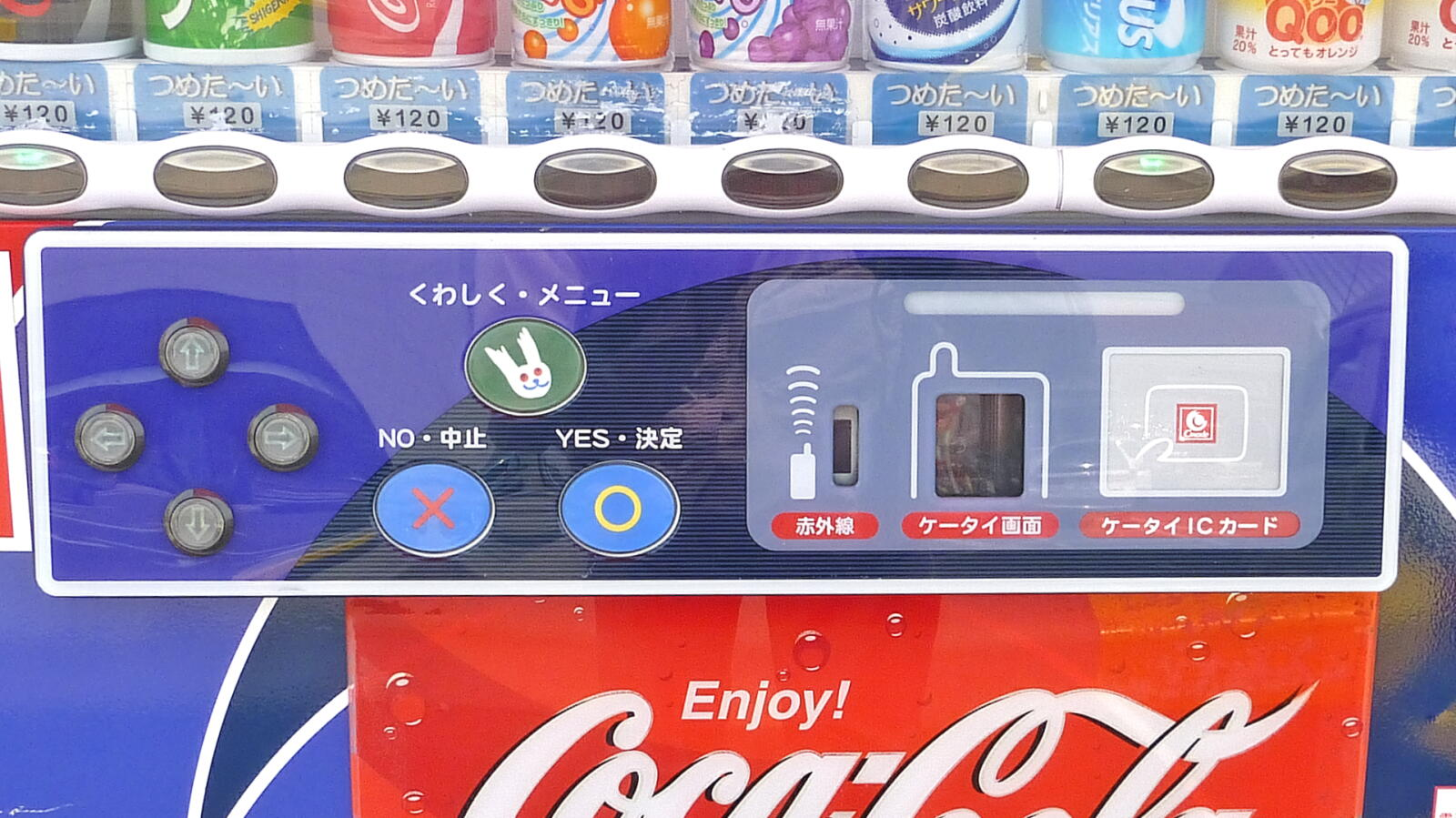
携帯電話の認証口
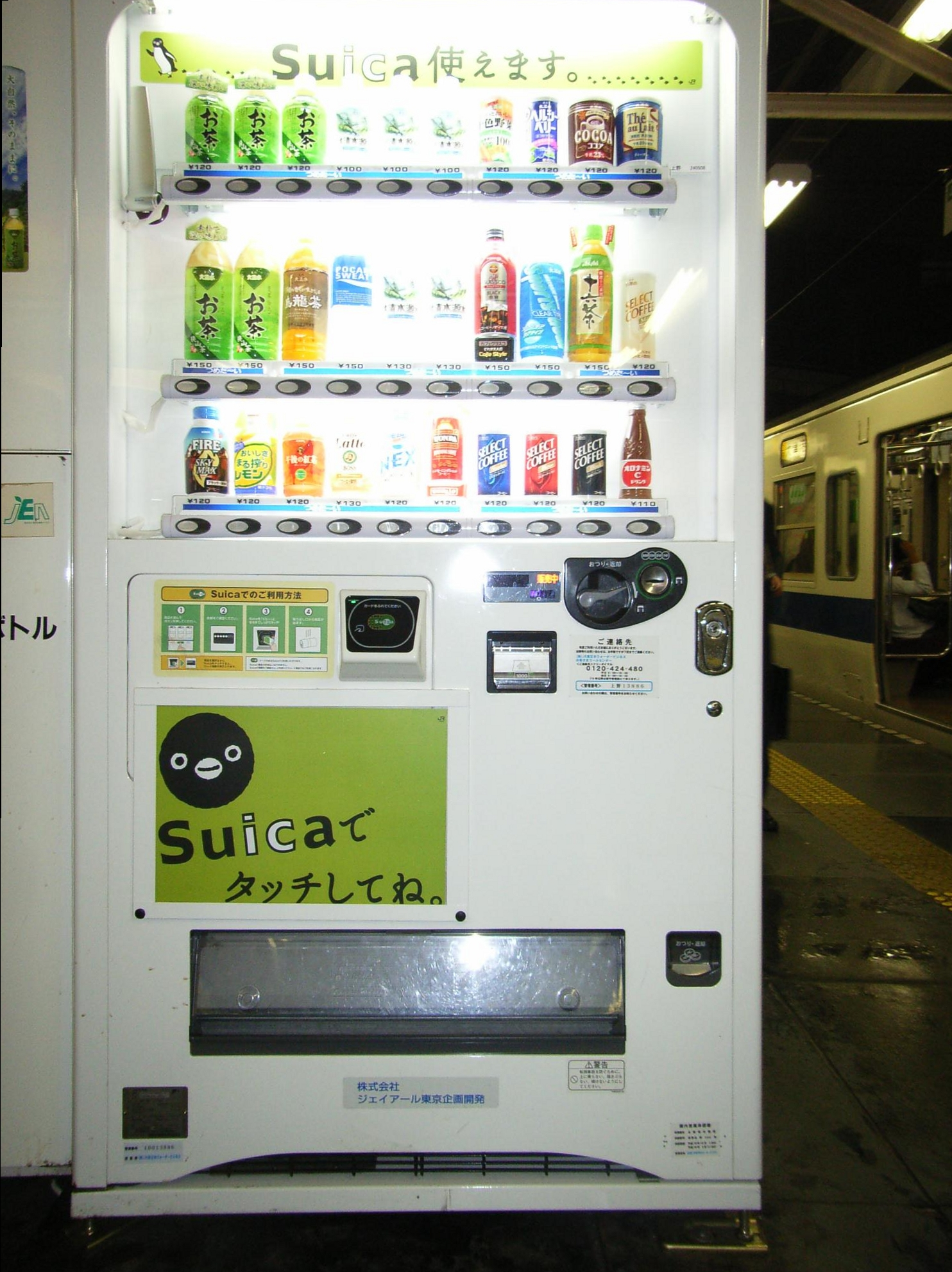
Suica対応自販機
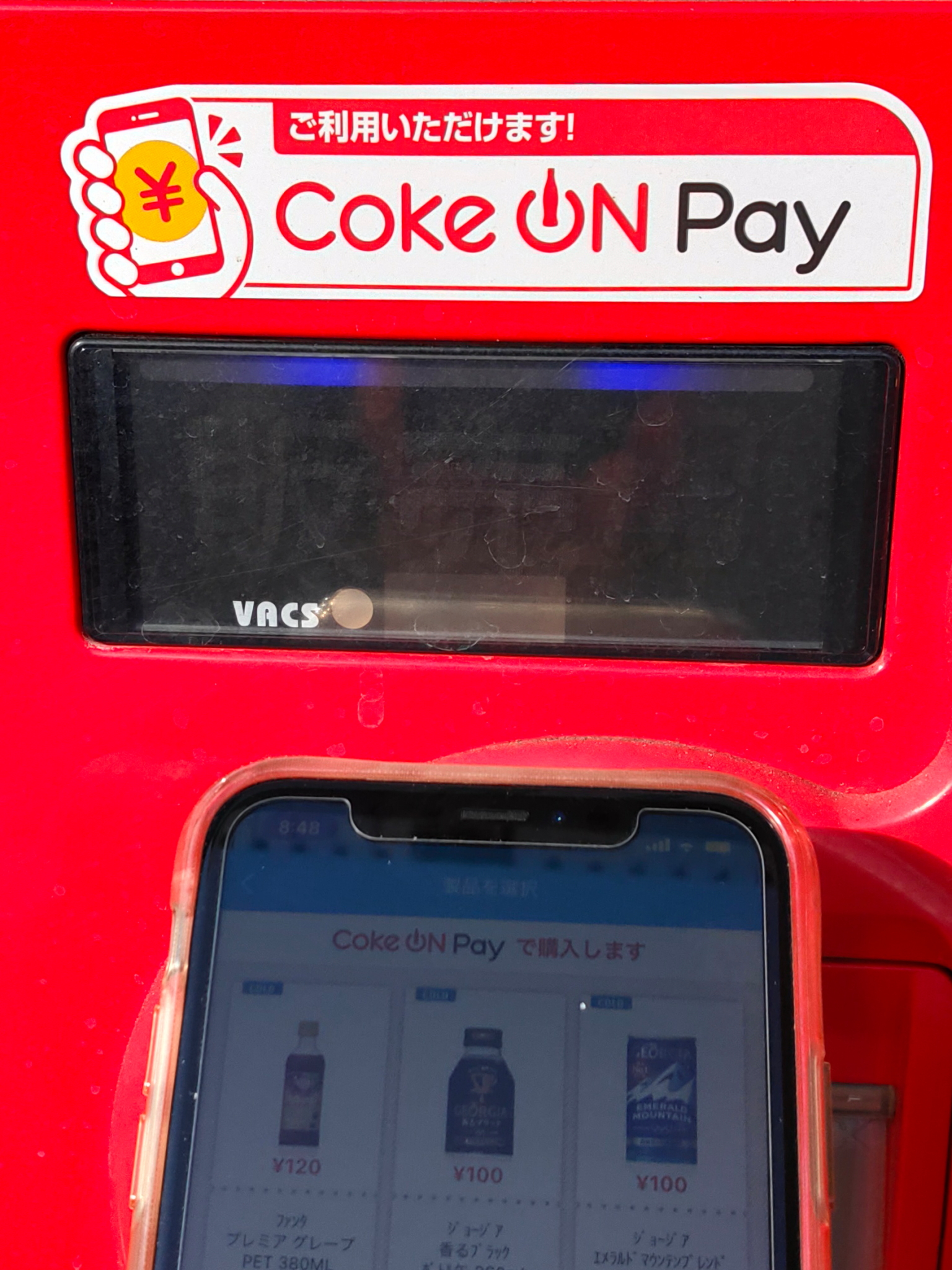
bluetoothで接続するスマホ自販機

#### 販売装置
缶・ペットボトル飲料自動販売機
本体部・商品棚の後ろ側には商品のストックが入っている。コインを入れボタンを押せば内部の電磁コイルなどが通電し、商品を出す。また、下にベルトをつけ、一度落下させた商品を上に持ってくることで取り出しやすくした自動販売機も存在する。
瓶飲料自動販売機
缶飲料同様の自動販売機も存在する。仕組みは缶飲料の自動販売機とほぼ同じだが、ペットボトル同様詰まりやすいという欠点を持っていた。缶と異なり、瓶が横方向に滑るように落下するのではなく、買い手の手前方向に落下する。
汎用型自動販売機
パン類や菓子類の自動販売機の場合、前面がショーウインドー状になっておりスイッチを押すと選択した商品の載った渦巻状のラックが回転し商品を前方の取出口に落下させるスパイラル式のものがある。ほかにもバケットが受け取りに向かい、バケットにコンベア上の商品を掻き出すものもある。これらは汎用性が高く、パン類や菓子類以外にも使用される。特異な例としては入院着というものもある。
円盤に商品が乗っているもの
構造は、数段の円盤上の棚に商品が並べられ、商品と商品との間は仕切り板で仕切られている。1つの円盤上には6〜8程度の商品が並べられ、回転ボタンを押すことにより商品が循環する仕組みとなっている。希望の商品が手前に来た時点で回転ボタンを放し、扉を開け、希望の商品を取り出す仕組みである。大衆食堂や、ドライブイン、学生食堂、社員食堂などでは、おかずやおつまみの販売、鉢植えの花などの販売に用いられている。
コインロッカー型の物
農作物の無人販売スタンドなどでは、前面の扉を透明な樹脂にしたコインロッカーのようなキャビネットを設置し、内部に商品（野菜や果物、鶏卵など）を入れ「利用料金を支払って施錠する」コインロッカーとは逆転の発想をした「代金を支払うことによって商品を取り出せる」料金徴収方法をとっている。ただし、支払い以前に商品を手にとって鮮度を確認することはできない。

### 制御
第1世代
1970年代初頭の缶飲料自動販売機は、缶飲料の冷却、投入された硬貨の識別、商品の搬出など基本機能をこなすのみでリレーシーケンス制御が主流だった。硬貨選別機の入出力信号をもとに本体制御部が商品を搬出する単純な構成だったため、複数の価格帯の設定には限界があった。また、販売数の計数には電磁カウンターしか使用できず、自動販売機を扱うユーザーはカウンタ値を目視で読み取って紙に書き写す必要があった。なお、1970年代の第1世代の缶飲料自動販売機は紙幣に対応しておらず使用できなかった。
第2世代
家電製品へのマイコンの搭載が進み、1978年頃からは自動販売機でもリレーシーケンス制御からマイコン制御に移行していった。第2世代の自動販売機は一つのマイコンで自動販売機全体を制御する方式だったが、自動販売機の大型化や多セクション化が可能となり40以上の商品を扱うことが可能になった。販売数量の管理も電子カウンタで記憶できるようになり、プリンタで印刷することも可能になった。
第3世代
自動販売機の大型化や機能の増加が進んだが、一つの制御ボックスへの配線の集中は設計や組立の障害になった。また、第2世代の自動販売機は一つのマイコンで自動販売機全体を制御していたため、一部の仕様変更や制御対象の増減であってもマイコンのハードウェア・ソフトウェアの全体の変更が必要となるため開発効率の低下が問題になった。1986年に自動販売機の分散制御システムが開発され業界の標準となった。分散制御方式では一つのマスタ（主制御部）と複数のスレーブ（端末）からなり、各スレーブにはコインメカニズム、ビルバリデータ（紙幣識別機）、商品搬出機構制御、冷却加温制御、プリンタ、販売情報収集端末などがある。
第4世代
分散制御方式をベースに高速シリアルバスやJavaプラットフォームなど新技術の導入が行われている。

## 設置と販売

### 自動販売機の設置
日本では自動販売機は屋外に設置されていることが多いが、アメリカやヨーロッパなどではオフィスや工場内に設置されていることが多い。治安上の問題から屋外に置いていないといわれることもあるが、自販機が風雨にさらされることを想定して設計されていないだけであって、治安のよい地域でも屋内に設置される。
アメリカでの自動販売機の普及台数は約448万台（2013年、Vending Times）、ヨーロッパでは約376万3,800台（2005年、欧州自動販売協会）である。
なお、日本では自動販売機の設置や自動販売機による販売に法規制があるほか、業界団体の自主ガイドラインがある。法規制には道路法や道路交通法のはみだし設置規制、食品衛生法によるカップ式自販機・牛乳及び乳製品・食品等の営業許可及び営業届出、消防法による屋内通路等の設置場所の規制、廃棄物処理法や容器包装リサイクル法によるリサイクルボックスの設置や空容器の適正処理などである。

### 多機能化

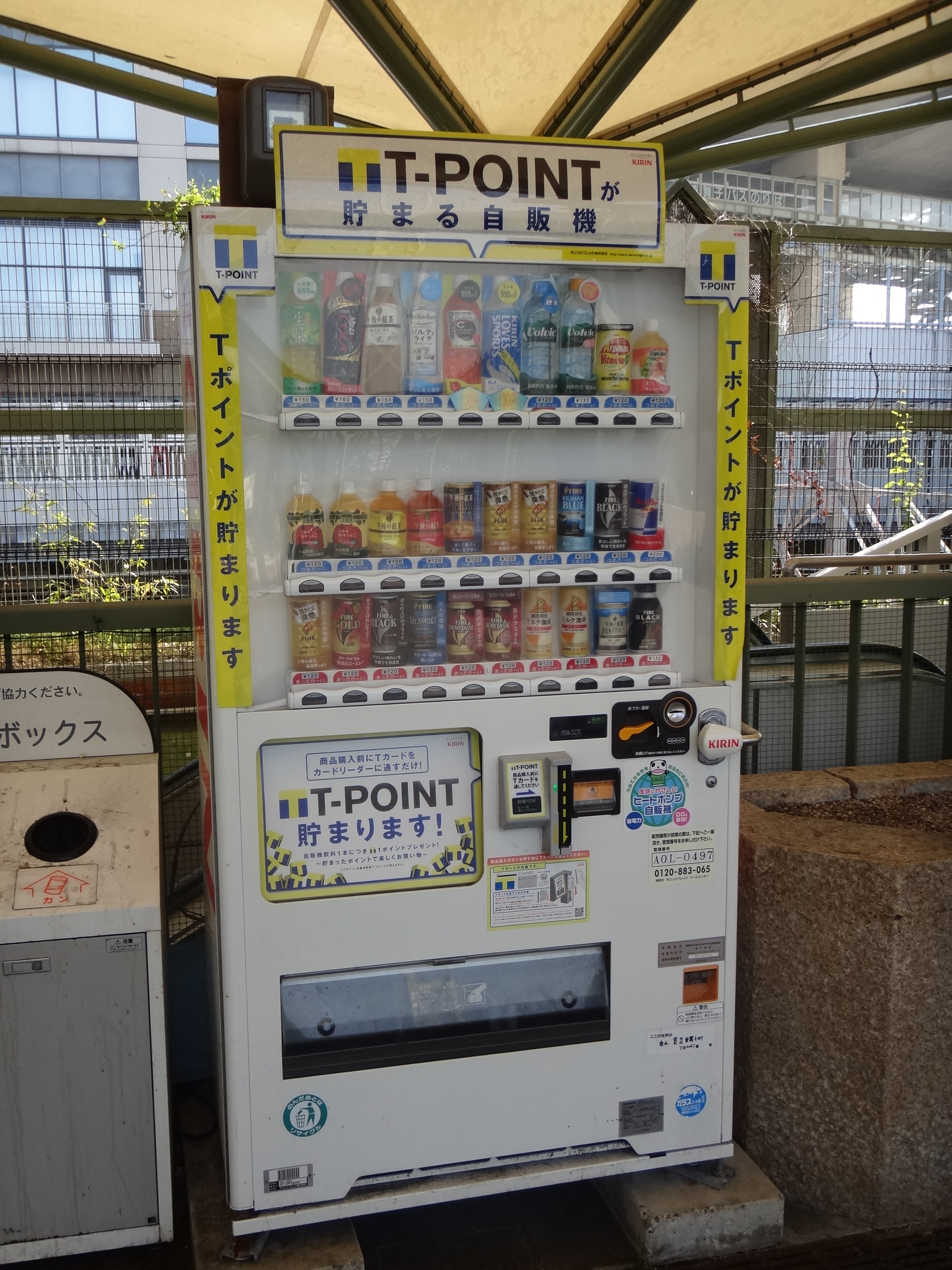
Tポイントをためることができる自動販売機（キリンビバレッジ）

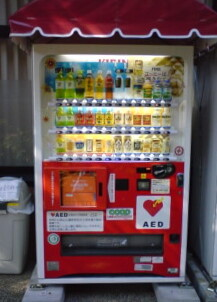
自動体外式除細動器（AED）を収納した飲料の自動販売機

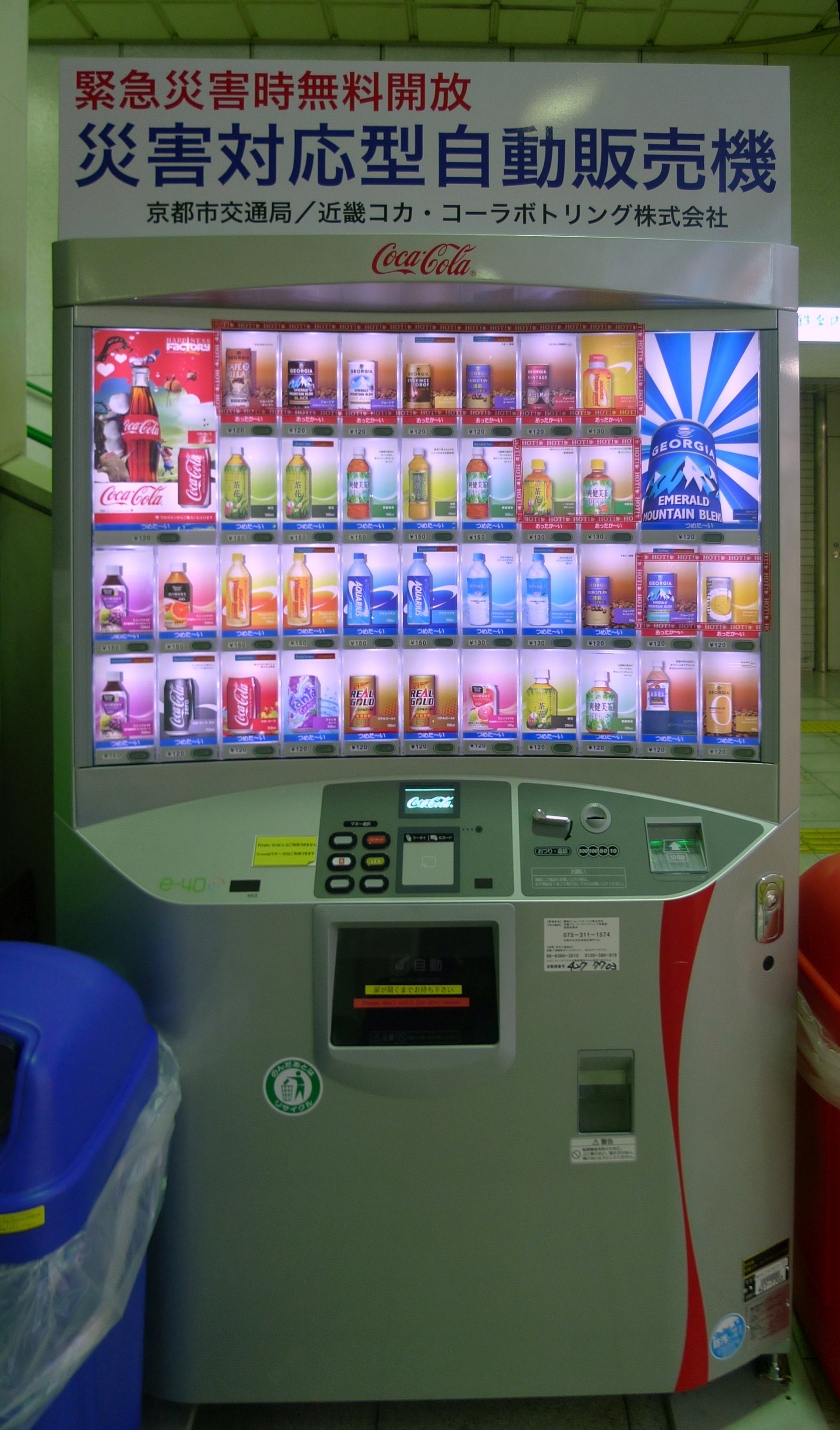
災害対応型自動販売機e-40（日本コカ・コーラ）

### ポイント加算機能
商品を購入した際に、ポイントカードや、スマホアプリ、決済手段などのポイントを加算する機能のある自動販売機が存在する。現在はキャッシュレス化が進んでいることもあり、現金での購入ができないスマートフォンアプリ専用の自動販売機も存在している。
- 1998年 （終了）- ダイドードリンコが磁気カードのポイントカード[信頼性要検証][47][48]
- 2012年 - キリンビバレッジがTポイント[49]
- 2012年 - JR東日本ウォータービジネスがSuicaのポイント「JRE POINT」[50]
- 2014年 - TenTen株式会社が自動販売機との通信機能を持つスマホアプリ「TenTenアプリ」[51]
- 2016年 - ダイドードリンコがスマホアプリ「Smile STAND」[52]
- 2016年 - 日本コカ・コーラがスマホアプリ「Coke ON」[53]
- 2016年 - サントリー食品インターナショナルがスマホアプリ「サントリー GREEN+」[54]
- 2016年 - 名鉄産業がmanacaのミュースターポイント[55]
- 2017年 - キリンビバレッジの自販機会社とLINEがドリンクポイント[56]
- 2017年 - イオンディライトがWAON電子マネー[57]

など。

### 災害時・緊急時対応
災害時には炊き出しの一種として、自動販売機の中の飲料を無料で提供可能なフリーベンド機能も導入が始まっている。これは、地域で災害が発生し自治体などと設置業者の間に結ばれた協定に基づいた状況になったときに、徒歩などで帰宅する者（→帰宅困難者）や断水などにより飲料水を絶たれた地域住民の急場の需要を満たすもので、内部スイッチを手動・遠隔操作・自動で切り替えることで内蔵された飲料を無料で提供することができる。中には電光掲示板を設置したタイプもあり、インターネット回線を介してメッセージの変更が可能となっており、災害時に情報提供を行えるようになっている。商品の提供方法については、通常の販売と違って金銭を投入しなくてもボタンを押すだけで商品が出るというだけに過ぎず、基本的に停電の場合には自動販売機そのものが動作しないため、飲料提供は困難となる。
ただこういった停電により停止した自動販売機内の商品も、メンテナンス業者や店舗側の好意で被災者に提供される可能性もある。南海電気鉄道は2007年9月1日に同社の管理する自動販売機のうち、なんばCITYにフリーベンド機能つきのもの13台を設置したほか、同社が商品として各売店などに一定量在庫している計約1万本の飲料を災害発生時に提供する意向を発表している。また自家発電設備のある施設以外に設置するためのフリーベンド対応機種として、バッテリーなど内部電源を持ち、外部電源が切断した場合には電力消費の激しい飲料の冷却・保温と表示用照明を停め、飲料提供機能のみ動作させる自動販売機も登場している。
2005年１月から飲料系の自動販売機には設置場所の住所が記載されたステッカーが貼りつけられている。これは緊急時に通報者が必ずしも今いる場所を把握しているわけではないため、現在地を伝達することを目的に、全国消防長会が自動販売機業界に「自販機の住所表示」を依頼したことに始まる。

### 自動体外式除細動器
自動体外式除細動器（AED）を搭載した自動販売機も増えている。

### 無線LANアクセスポイント
公衆無線LANアクセスポイントを搭載した自動販売機も増えている。愛知万博で試験が行われ、タケショウはFree Mobileの名称でアサヒ飲料の自動販売機への無線ルーター搭載をすすめている。

### 防犯カメラ
東京都足立区では、防犯カメラを内蔵して街頭を撮影する飲料自販機が設置されている。キリンビバレッジが警視庁西新井警察署と協力して運用している。

## 問題点と対策

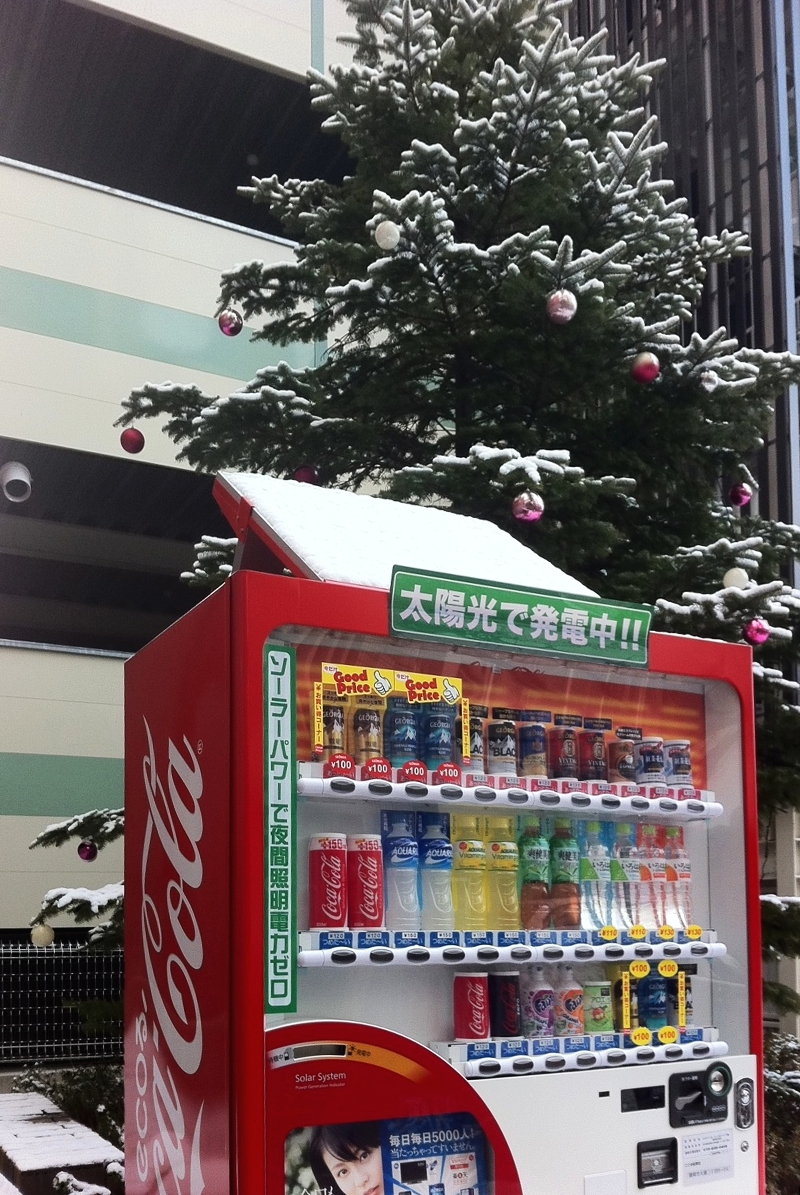
太陽光発電を活用した自動販売機

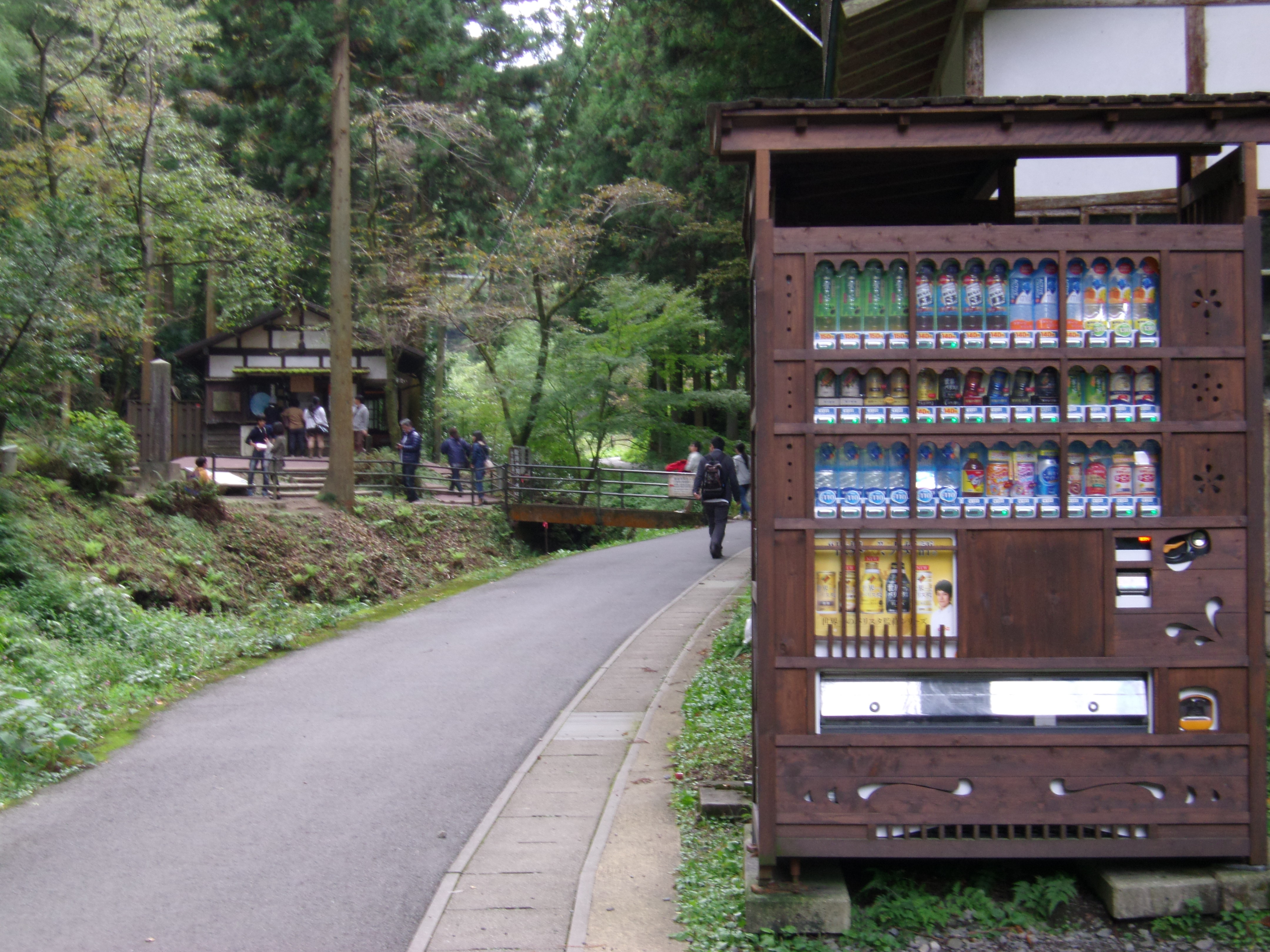
世界遺産の石見銀山では景観に配慮し木目外装を施している

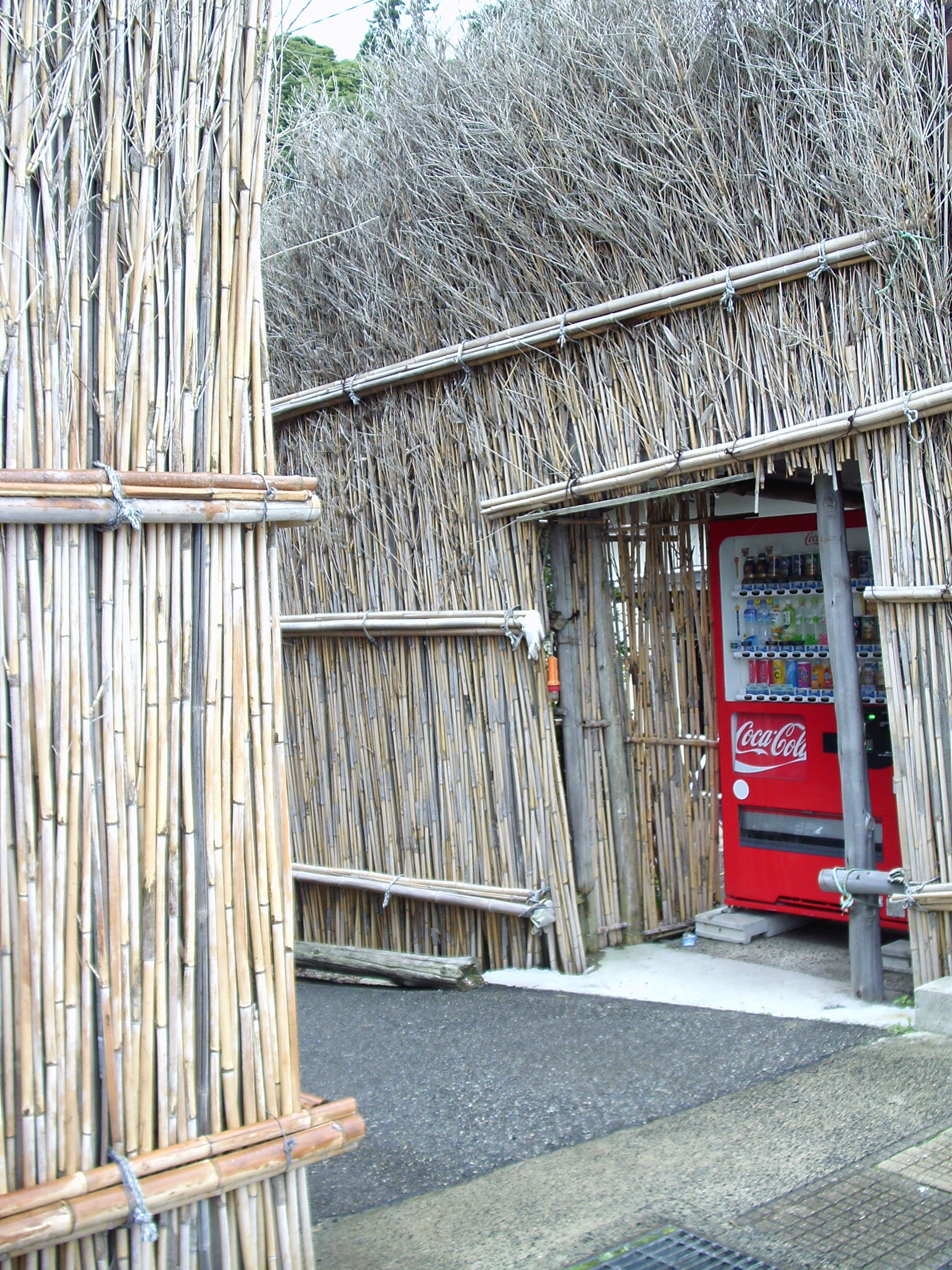
重要文化的景観の大沢・上大沢では間垣に囲まれる

### 環境問題
缶飲料自動販売機のピークシフト・ピークカット制御の最適化も研究されている。省エネ対策として、周囲の明るさを感知するセンサーとタイマーによる点灯時間のコントロール（昼間消灯）、消費電力量のインバータ制御、LED照明を搭載した自動販売機の普及などが図られている。
なお、飲料用の自動販売機などに使用されている冷媒フロンについては、使用済み自販機の所有者が自ら回収するか、もしくは産業廃棄物処理業者などに委託して回収するなどの対策が取られている。
なお、日本では2002年に自動販売機がエネルギーの使用の合理化に関する法律の特定機器に指定されており省エネルギー化が義務化された。

### 景観問題
日本には屋外販売機が多く、風致地区、住宅地区、オフィス地区などの景観との調和が問題になることがある。日本自動販売システム機械工業会、全国清涼飲料連合会、日本自動販売協会、日本自動販売機保安整備協会では風致地区などに設置する自動販売機について明度が低い「景観対応推奨カラー」を選定している。

### 煙草・酒類の販売

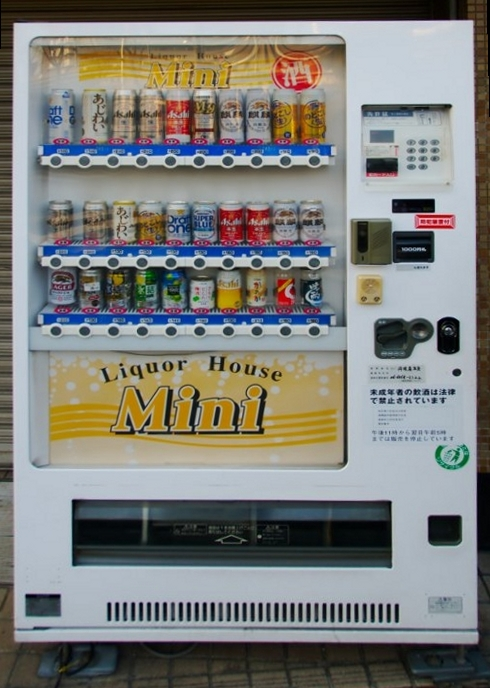
認証機能やインターホンを備えた酒類自動販売機

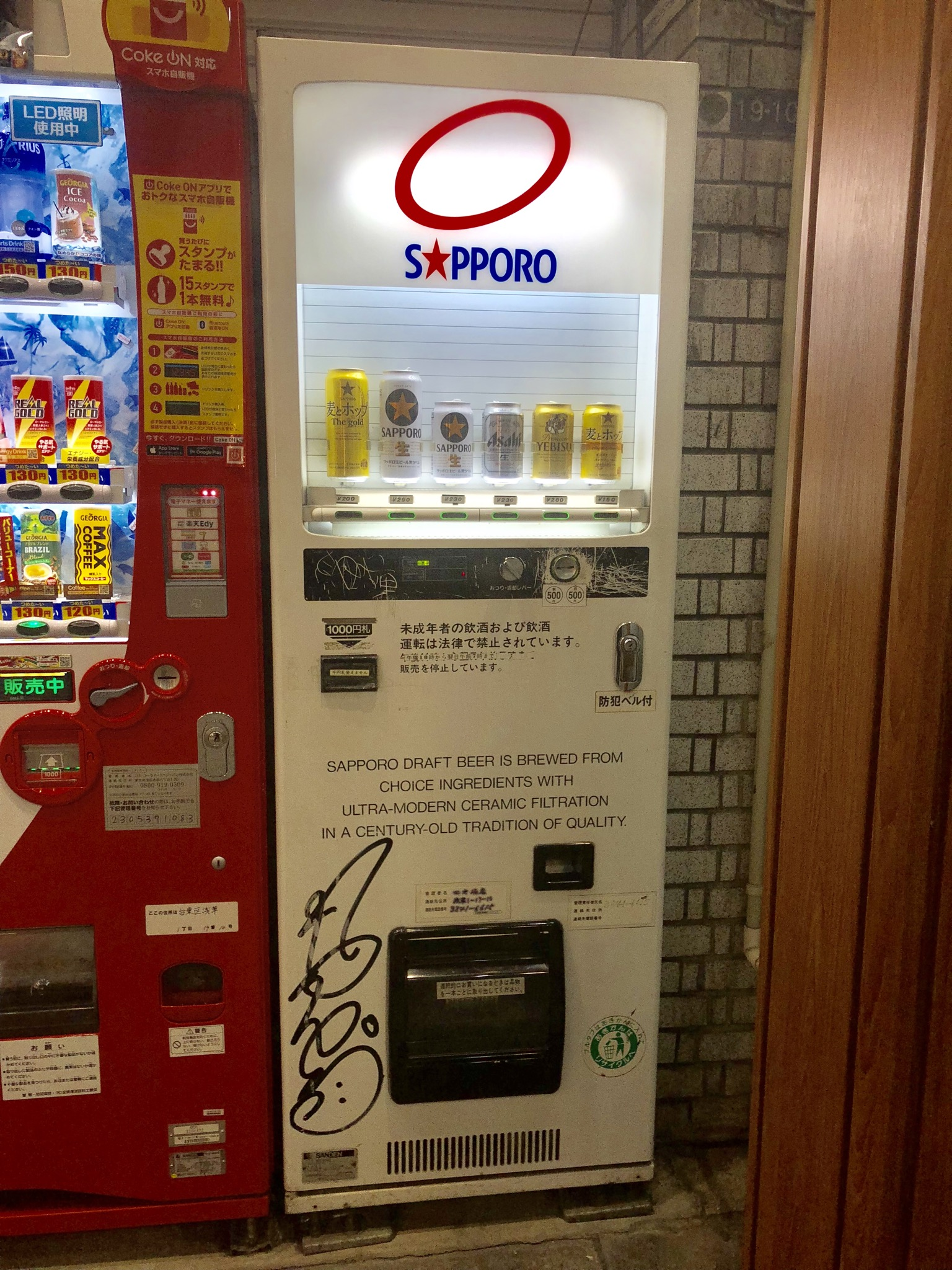
成人認証機能を備えていないため、販売時間制限のある酒類自動販売機

煙草の自動販売機による販売は、日本・ドイツ以外のほぼすべての国で規制されている。また、自動販売機で酒が売られている例は世界ではほとんどなく、日本でしか見られない。
日本では、煙草、ビールなどアルコール飲料類の自動販売機の販売時間や設置場所に制限を設けている。煙草やアルコール飲料の販売機は国税庁の認可や免許が必要なほか、成人識別自動販売機以外の自販機では、自主規制で23時から翌朝5時まで販売停止されており、市町村や都道府県レベルの自治体による条例で、設置場所や販売時間に制限が課されていることが多い。
アルコール飲料の自動販売機の場合、成人識別自動販売機以外の自販機については、深夜から翌朝の間の販売停止については罰則がある。タバコの自動販売機は2008年7月以降、全部成人識別自動販売機となったことで、1996年4月1日より行っていた屋外設置のたばこ自動販売機の深夜（午後11時から午前5時まで）稼働自主規制について、2008年8月1日から解除された。なお、販売停止されていた場合は、押しボタンがすべて「売切」の点灯状態になっていた。
煙草自販機は、設置を禁止する旨の提言がなされた。これらの問題点に対して、日本はWHOなどから名指しで批判されていることから、たばこ自販機は2008年より社団法人日本たばこ協会（TIOJ）らはtaspoによる成人識別自動販売機の導入を開始した。しかし、カードの貸し借りや無断使用の可能性もある。実験的に導入した種子島では補導数が減少と増加の両面が見られたことから、同カードによる効果に疑問が呈されている。
煙草自動販売機については、地方税法上は設置業者から日本たばこ産業とその関連会社が発注を受け、設置業者（店舗か自動販売機かは問わない）の所在する自治体に対し市町村たばこ税を納税することになっている。これについて、大阪府泉佐野市など一部の自治体が、企業誘致条例に基づき、自動販売機設置業者が別の自治体内で大量に販売した煙草を、行政区域内に1台のみ設けられた煙草自販機から発注したように書類操作し、多額の税収を得ていたことが判明している。該当の自治体が、見返りに業者に対し奨励金を支払っていることも判明している。地方税法上、この手の書類操作には罰則規定は無いが、総務省では、「地方税法上の趣旨を逸脱している」としており、実態調査を実施したいとしている。

### その他
上記の犯罪以外にも、販売商品の中身を毒物に入れ変えた瓶飲料を取り出し口に置き去りすることによる殺人事件も過去に発生している。

## 主な製造者
- 富士電機 - もともとは子会社の富士電機リテイルシステムズ（旧・富士電機冷機）が担っていたが吸収合併して直営にした。三洋電機の自販機部門（旧・三洋電機自販機）も買収・子会社化（吹上富士自販機）ののち、旧リテイルシステムズへ統合している。また、2017年末に事業撤退したクボタからアフターサービスと海外製造子会社を承継[71]。業界1位。
- サンデン - 旧・東芝機器のカップ機事業を買収。独立系。
- パナソニック産機システムズ - パナソニック子会社。組織上はパナソニック アプライアンス社傘下。2020年12月をもって製造から撤退。
- 芝浦自販機 - 旧・芝浦製作所自販機部門、芝浦メカトロニクスの子会社。同じく東芝系列の東芝機器は解散。
- グローリー - 旧・グローリー工業。販売子会社のグローリー商事を吸収合併し現社名に。
- NECマグナスコミュニケーションズ - 旧東洋通信機自販機部門のネッツエスアイ東洋を吸収合併。NECグループ（NECネッツエスアイ子会社）。
- Fujitaka - 通称・フジタカコーポレーション、旧・フジタカ。2010年3月、関西地区サービス担当会社「関西フジタカサービス株式会社」の社名を「株式会社Fujitaka」に変更し、同年4月、旧フジタカの全事業および全国のサービス子会社を「Fujitaka」に集約[72]。新法人として再スタートする。
- 和光産業 - 1970年7月設立。次世代自販機、汎用自販機(物販機)など多様な機種の整備・設置・修理を事業の柱としている[73]。